# Osservatorio europeo australe
L'Osservatorio europeo australe (ESO, dall'inglese European Southern Observatory, formalmente Organizzazione europea per la ricerca astronomica nell'emisfero australe) è un'organizzazione astronomica internazionale, di cui a settembre 2018 fanno parte sedici nazioni. Creata nel 1962, l'ESO fornisce agli astronomi strumenti all'avanguardia e un accesso al cielo australe. L'organizzazione impiega circa 730 persone e riceve contributi annui di circa 143 milioni di Euro da parte degli Stati membri.
ESO ha costruito e gestito alcuni dei più grandi e più avanzati telescopi del mondo, come il New Technology Telescope (NTT), il telescopio che lanciò la tecnologia dell'ottica attiva e il VLT (Very Large Telescope), composto da quattro telescopi principali (UT) con specchi primari di 8,2 metri di diametro e quattro telescopi ausiliari mobili (in inglese, Auxiliary Telescope, AT) di 1,8 metri di diametro. Ultimo progetto sviluppato da ESO è l'Atacama Large Millimeter Array (ALMA), mentre in fase di sviluppo si trova lo Extremely Large Telescope (E-ELT).
Atacama Large Millimeter Array (ALMA) è un osservatorio rivoluzionario per l'osservazione dell'universo nelle radiazioni millimetriche/submillimetriche ed è attualmente il più grande progetto astronomico dalla Terra. La sua costruzione è stata completata nel 2013. Il progetto ALMA è una collaborazione internazionale tra l'Europa (rappresentata da ESO), il sud est asiatico, l'America del Nord e la Repubblica del Cile.
Uno dei più ambiziosi progetti di ESO è l'E-ELT (che sta per European Extremely Large Telescope), un telescopio di 39 metri di diametro, basato su un design innovativo con 5 specchi. Una volta costruito l'E-ELT sarà il più grande telescopio ottico/infrarosso al mondo. ESO ha cominciato la fase di design di questo telescopio all'inizio del 2006, con lo scopo di essere pronti a costruirlo nel 2014. L'E-ELT dovrebbe essere pronto nel 2025. La grande capacità di accumulare la luce dell'E-ELT permetterà studi dettagliati di pianeti attorno ad altre stelle, dei primi oggetti dell'universo, di buchi neri supermassicci e della natura e della distribuzione della materia e dell'energia oscura che dominano l'universo.
I numerosi strumenti di osservazione di ESO hanno permesso molte scoperte astronomiche e prodotto diversi cataloghi astronomici. Tra le più recenti scoperte: il più distante lampo gamma e il buco nero al centro della nostra galassia, la Via Lattea. Nel 2004 il VLT ha dato agli astronomi la possibilità di ottenere la prima foto di un pianeta extrasolare, 2M1207b, che orbita attorno ad una nana bruna distante 173 anni-luce. Lo spettrografo HARPS ha permesso la scoperta di molti altri pianeti extra-solari, incluso un pianeta 5 volte più pesante della Terra che orbita attorno ad
una nana rossa, chiamato Gliese 581c. Il VLT ha anche scoperto la galassia più lontana mai vista dall'uomo, Abell 1835 IR1916.

## Storia
| Direttori generali di ESO        |              |
| Otto Heckmann                    | 1962–1969    |
| Adriaan Blaauw                   | 1970–1974    |
| Lodewijk Woltjer                 | 1975–1987    |
| Harry van der Laan               | 1988–1992    |
| Riccardo Giacconi (Premio Nobel) | 1993–1999    |
| Catherine Cesarsky               | 1999–2007    |
| Tim de Zeeuw                     | 2007–2017    |
| Xavier Barcons                   | dal 1/9/2017 |

L'idea che gli astronomi europei dovessero stabilire un grande osservatorio comune nacque all'Osservatorio di Leida, nei Paesi Bassi, nella primavera del 1953 tra Walter Baade e Jan Oort. L'idea era inseguita da Oort che, il 21 giugno dello stesso anno, riunì un gruppo di astronomi a Leida per approfondirla. Subito dopo il progetto fu ulteriormente discusso alla conferenza di Groningen, anch'essa nei Paesi Bassi. Il 26 gennaio del 1954 la dichiarazione di ESO fu firmata da astronomi di primo piano provenienti da sei paesi europei. Essi esprimevano il desiderio
che un comune osservatorio europeo fosse stabilito nell'emisfero sud.
La scelta dell'emisfero sud deriva dal bisogno di osservare il cielo australe. All'epoca, tutti i grandi telescopi riflettori (con un'apertura maggiore di 2 metri) si trovavano nell'emisfero nord. Inoltre, alcuni dei più interessanti oggetti di ricerca, come la parte centrale della Via Lattea e le Nubi di Magellano sono osservabili solo dall'emisfero australe. Era prevista la costruzione di telescopi in Sudafrica, dove si trovavano già alcuni osservatori europei, ma fu scoperto (dopo aver misurato le condizioni di osservazione dal
1955 al 1963) che le Ande erano preferibili. Il 15 novembre del 1953, il Cile fu scelto come sito per l'osservatorio di ESO.

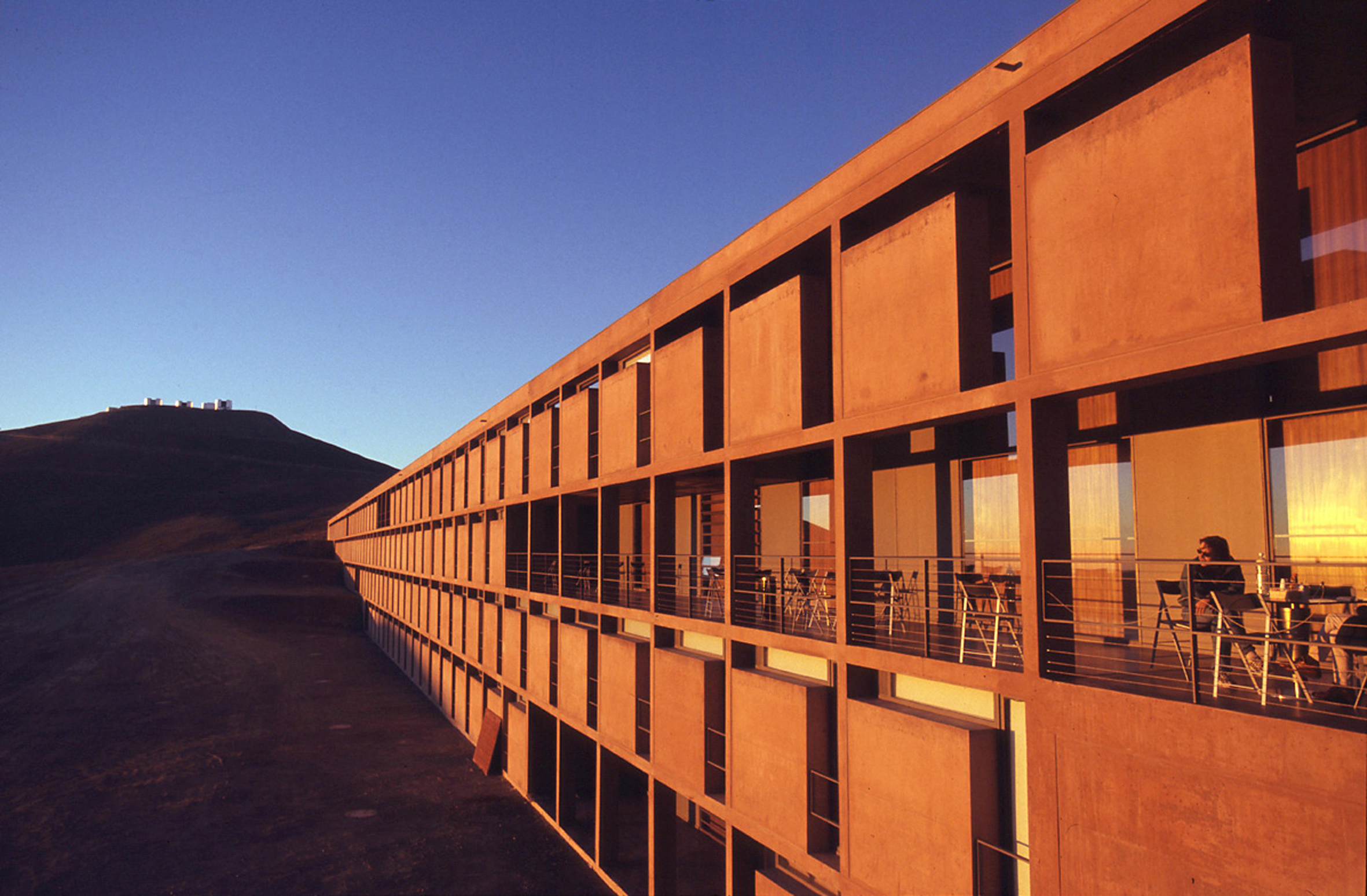
L'ESO Hotel al Cerro Paranal

Questa decisione fu seguita dalla convenzione di ESO, firmata il 5 ottobre 1962 da Belgio, Germania, Francia, Paesi Bassi e Svezia, e dalla nomina (il 1º novembre 1962) di Otto Heckmann come
primo direttore generale dell'organizzazione. Una bozza della convenzione tra le organizzazioni astronomiche di questi cinque Paesi era già stata scritta nel 1954. Qualche emendamento fu apportato al
documento iniziale, ma nonostante ciò la questione della convenzione progredì lentamente fino al 1960, quando essa venne discussa approfonditamente nelle riunioni del comitato di quell'anno. Uno dei membri, Bannier (che era anche un membro del Consiglio del CERN, l'organizzazione europea per la ricerca nucleare) sottolineò la necessità di avere una convenzione tra governi e non solo tra organizzazioni astronomiche.
La questione della convenzione e il coinvolgimento dei governi divenne urgente perché i costi delle spedizioni di ricerca del sito aumentavano rapidamente. Il testo finale del 1962 è stato largamente ripreso dalla convenzione del CERN per le similarità tra le due organizzazioni e perché alcuni membri del Consiglio di ESO erano anche membri del Consiglio del CERN. Nel 1966 i primi telescopi di ESO iniziarono a funzionare nell'osservatorio di La Silla, in Cile. Poiché il CERN, come ESO, sviluppava strumentazione potente e sofisticata, l'organizzazione astronomica si rivolgeva spesso all'istituto di ricerca nucleare per consigli. Alla fine, un accordo
di collaborazione fu firmato nel 1970. Alcuni mesi dopo, la divisione dei telescopi di ESO si stabilì in un edificio del CERN a Ginevra. Il laboratorio Sky Atlas di ESO fu anche stabilito nel CERN. Il quartiere generale di ESO si stabilì a Garching vicino a Monaco di Baviera, in Germania, nel 1980.

### Stati membri
| Stato membro | adesione           |
| ------------ | ------------------ |
| Belgio       | 1962               |
| Germania     | 1962               |
| Francia      | 1962               |
| Paesi Bassi  | 1962               |
| Svezia       | 1962               |
| Danimarca    | 1967               |
| Svizzera     | 1982, 1º marzo     |
| Italia       | 1982, 24 maggio    |
| Portogallo   | 2000, 27 giugno    |
| Regno Unito  | 2002, 8 luglio     |
| Finlandia    | 2004, 1º luglio    |
| Spagna       | 2006, 14 febbraio  |
| Rep. Ceca    | 2007, 1º gennaio   |
| Austria      | 2008, 1º luglio    |
| Brasile      | 2010, 29 dicembre  |
| Polonia      | 2014, 28 ottobre   |
| Irlanda      | 2018, 26 settembre |

## Gli osservatori di ESO in Cile

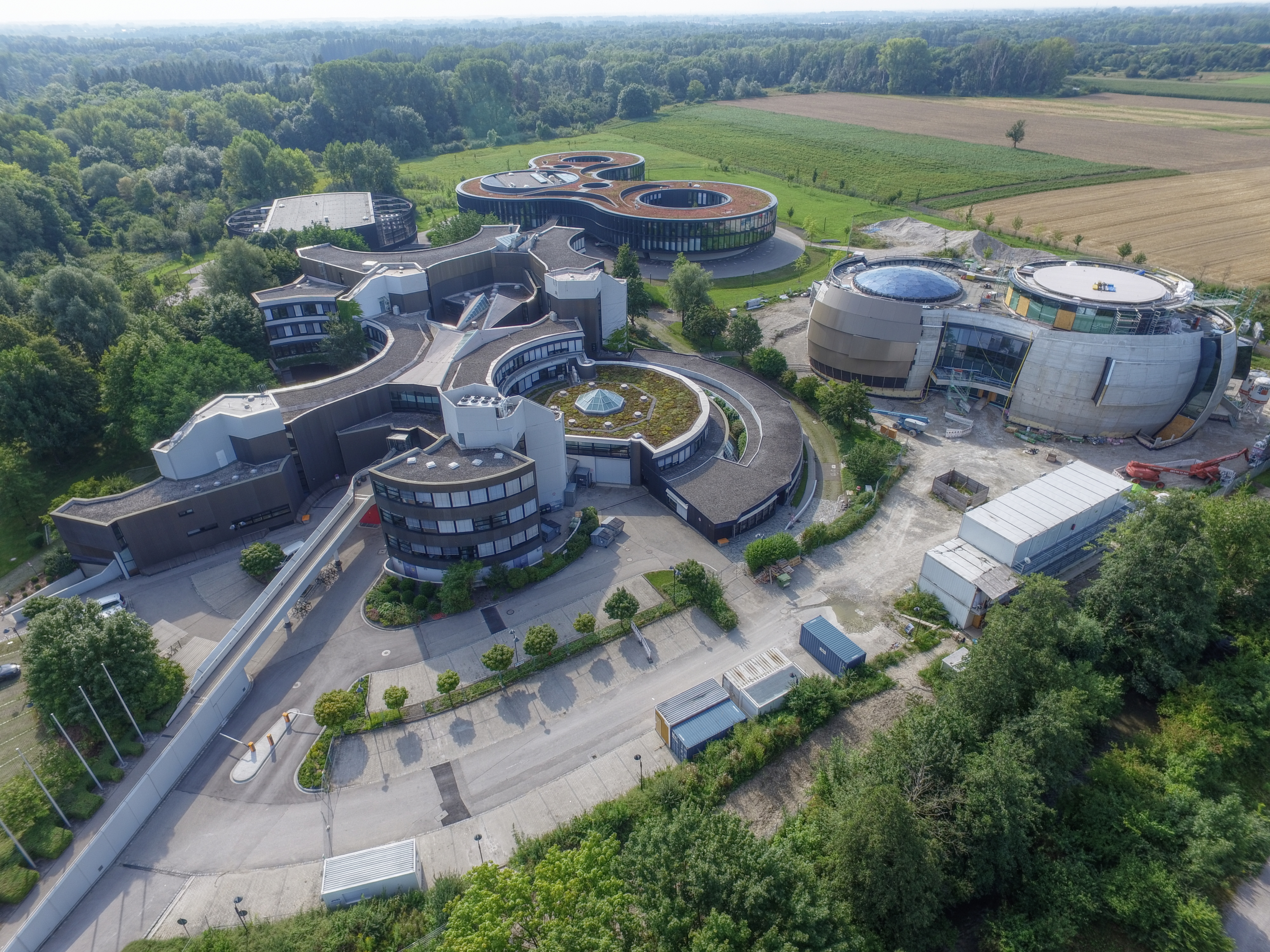
Il quartiere generale di ESO a Garching. Germania

Mentre la sede principale di ESO si trova a Garching vicino a Monaco di Baviera (Germania), tutti gli strumenti di osservazione di ESO si trovano nel nord del Cile (per rispondere al bisogno di studiare il cielo australe e per sfruttare le condizioni atmosferiche uniche del deserto di Atacama, ideale per l'astronomia).
ESO gestisce tre importanti osservatori nel deserto cileno di Atacama, uno dei posti più secchi al mondo: 
- La Silla, che ospita il New Technology Telescope,
- il Paranal che ospita il Very Large Telescope,
- Llano de Chajnantor, che ospita il telescopio millimetrico APEX (Atacama Pathfinder Experiment) e ALMA (Atacama Large Millimeter Array), un radiointerferometro sviluppato all'interno di una collaborazione tra l'Estremo Oriente (Giappone e Taiwan), l'Europa (ESO), il Nord America (USA e Canada) e il Cile.

Questi osservatori si trovano nei migliori posti al mondo per le osservazioni astronomiche nell'emisfero australe.
Uno dei più ambiziosi progetti di ESO è l'Extremely Large Telescope (ELT), un telescopio di 39 metri di diametro. Una volta costruito, l'E-ELT sarà il più grande telescopio ottico al mondo. ESO ha cominciato la fase di design di questo telescopio all'inizio del 2006 con lo scopo di essere pronto a costruirlo nel 2012. Come deciso dal consiglio di ESO il 26 aprile 2010, un quarto sito, il Cerro Amazones, è stato scelto per ospitare l'ELT.
Ogni anno sono inoltrate circa 2000 richieste di osservazione con i telescopi di ESO: tutte quante impiegherebbero tra quattro e sei volte il numero di notti disponibili.
ESO è l'osservatorio a terra più produttivo del mondo. Produce molte pubblicazioni sottoposte a revisione paritaria: solo nel 2009, sono stati pubblicati più di 650 articoli basati su dati ottenuti a ESO. Inoltre, gli articoli di ricerca basati sui dati del VLT sono mediamente citati due volte più spesso degli altri.
| Telescopi di ESO                                            |                                        |                                                         |                                                    |
| Nome                                                        | Dimensione                             | Tipo                                                    | Posto                                              |
| Very Large Telescope (VLT)                                  | 4 x 8.2 m + 4 x 1.8 m                  | telescopio ottico, infrarosso vicino                    | Paranal                                            |
| New Technology Telescope (NTT)                              | 3.58 m                                 | telescopio ottico e infrarosso                          | La Silla                                           |
| telescopio di 3,6 metri dell'ESO                            | 3.57 m                                 | telescopio ottico e infrarosso                          | La Silla                                           |
| telescopio MPG/ESO                                          | 2.20 m                                 | telescopio ottico e infrarosso                          | La Silla                                           |
| Atacama Pathfinder Experiment (APEX)                        | 12 m                                   | telescopio millimetrico-/submillimetrico                | Chajnantor                                         |
| Atacama Large Millimeter/submillimeter Array (ALMA)         | 50 x 12 m, e 12 x 7 m + 4 x 12 m (ACA) | telescopio interferometro millimetrico-/submillimetrico | Chajnantor                                         |
| Visible and Infrared Survey Telescope for Astronomy (VISTA) | 4.1 m                                  | telescopio nel vicino infrarosso per survey             | Paranal                                            |
| VLT Survey Telescope (VST)                                  | 2.6 m                                  | telescopio ottico per survey                            | Paranal                                            |
| European Extremely Large Telescope (E-ELT)                  | 39.3 m                                 | telescopio ottico e infrarosso medio                    | Cerro Armazones (nella fase di design dettagliata) |

Gli strumenti molto efficienti di ESO generano attualmente un'enorme quantità di dati a una cadenza elevatissima. Questi sono registrati in un archivio permanente (Science Archive Facility) nella sede principale di ESO. Quest'archivio contiene più di 1.5 milioni di immagini o spettri per un volume totale di circa 65 terabyte di dati.
Ulteriori risorse per la ricerca di ESO si trovano a Santiago (Cile). Esse includono una biblioteca, computer e programmi per gli scienziati che visitano ESO. ESO collabora anche con altri osservatori e università in Cile.

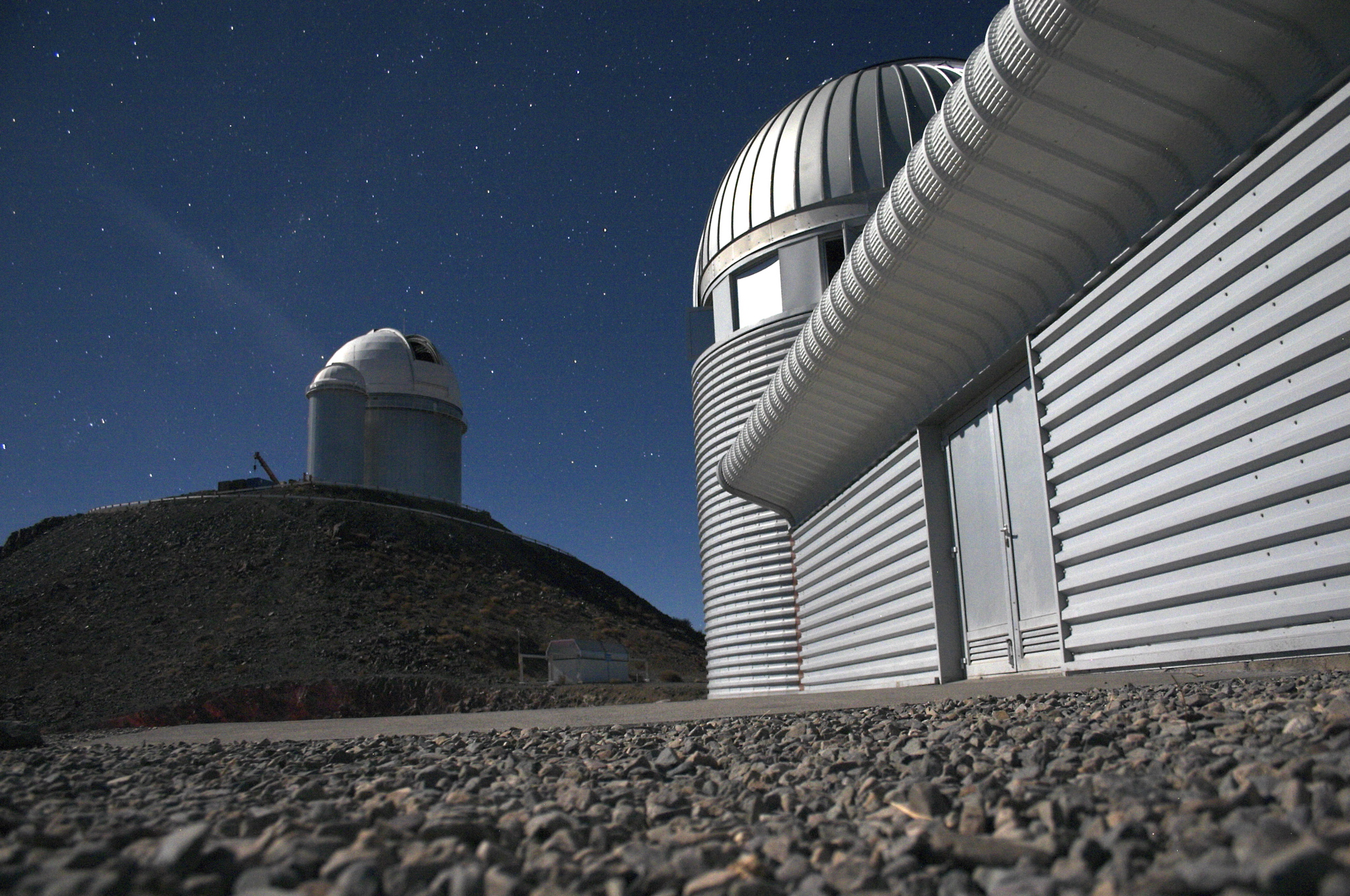
La Silla di notte

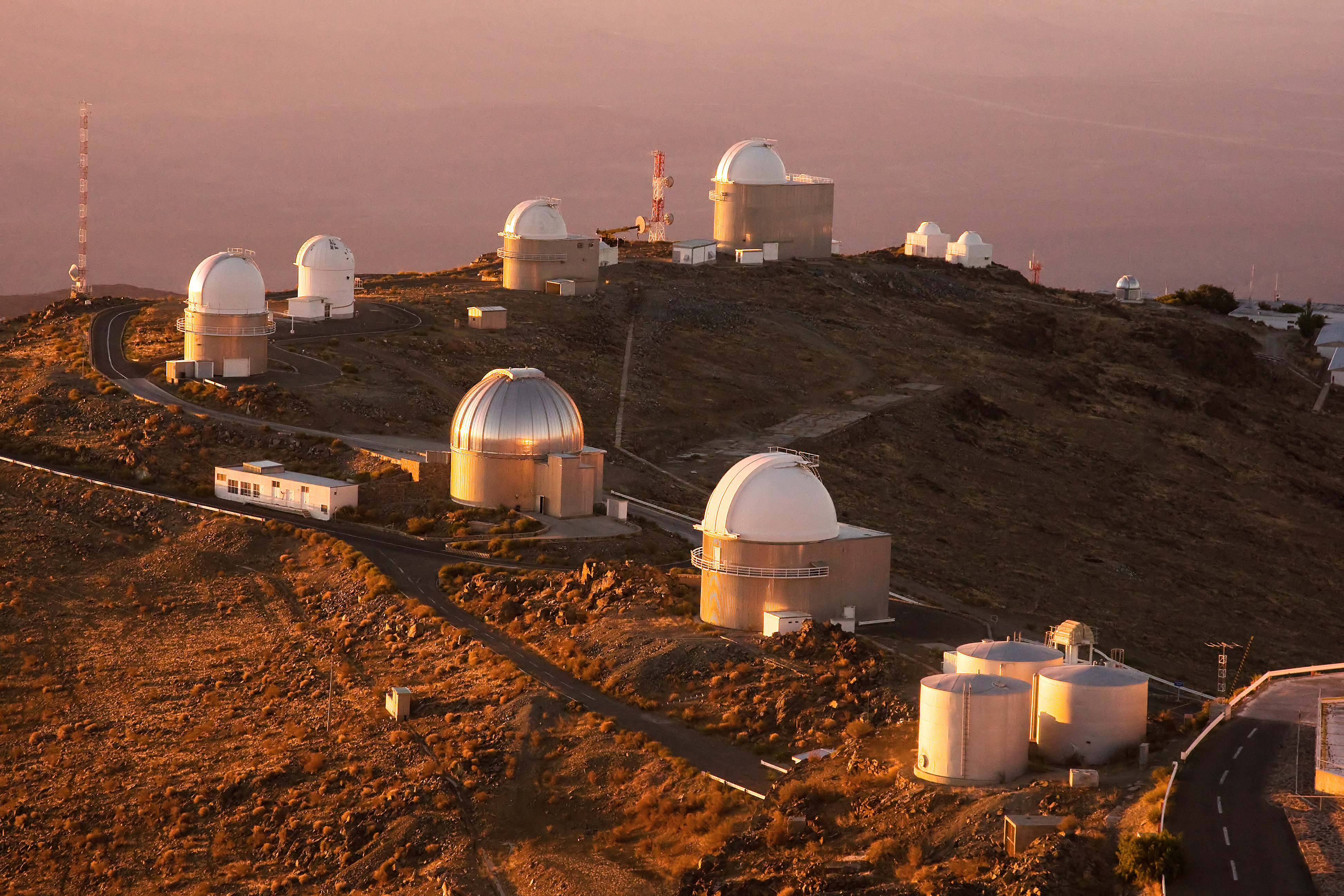
I telescopi di La Silla

### La Silla
La Silla, situata nella parte sud del deserto di Atacama, a 600 km da Santiago del Cile e ad un'altitudine di 2400 metri, ospita il sito d'osservazioni originale di ESO. Come altri osservatori in questa regione, La Silla è posta lontana da sorgenti di inquinamento luminoso e ha uno dei cieli più scuri della Terra.
A La Silla, ESO gestisce al momento tre telescopi importanti: il telescopio di 3.6-metri, il New Technology Telescope (NTT), e il telescopio di 2.2-metri Max-Planck-ESO.
Inoltre, l'osservatorio ospita regolarmente strumenti di visitatori. Gli strumenti successivamente vengono montati sul telescopio per la durata delle osservazioni e tolti. La Silla ospita anche telescopi nazionali, come il telescopio svizzero di 1.2 metri e il telescopio danese di 1.54 metri.
Circa 300 articoli di ricerca pubblicati ogni anno provengono dal lavoro dell'osservatorio; le scoperte scientifiche fatte con i telescopi di La Silla includono molti prime. Lo spettrografo HARPS ha scoperto un sistema di pianeti attorno alla stella Gliese 581, che probabilmente contiene il primo pianeta
roccioso nella zona abitabile, fuori dal Sistema Solare.
Molti telescopi di La Silla hanno giocato un ruolo cruciale nel collegare i lampi gamma - le esplosioni più energetiche nell'universo dopo il Big Bang - con le esplosioni di stelle massicce. Dal 1987 l'osservatorio La Silla di ESO ha anche giocato un ruolo importante nello studio e nel seguito della supernova più vicina e recente SN 1987A.

#### Il telescopio di ESO di 3,6 metri
Questo telescopio iniziò nel 1977: era la sfida europea di costruire e gestire un telescopio di 3-4 metri di diametro nell'emisfero sud. Negli anni esso è stato costantemente migliorato, inclusa l'installazione di un nuovo specchio secondario che ha permesso di mantenere questo telescopio come uno dei più produttivi e come un'efficiente macchina di ricerca astronomica.
Questo telescopio convenzionale con una montatura a ferro di cavallo (montatura equatoriale) era soprattutto utilizzato per la spettroscopia a infrarosso. Adesso esso ospita lo spettrografo HARPS (High Accuracy Radial velocity Planet Searcher) il cacciatore di pianeti più avanzato al mondo. HARPS è dedicato alla misurazione di velocità radiali con un'estrema precisione e stabilità a lungo termine.
Sono state misurate velocità radiali di solo pochi qualche cm/s. Esso è quindi specialmente usato per la ricerca di pianeti extrasolari e per l'astrosismologia. HARPS è stato usato per la scoperta di Gliese 581c e Gliese 581d.

#### New Technology Telescope (NTT)

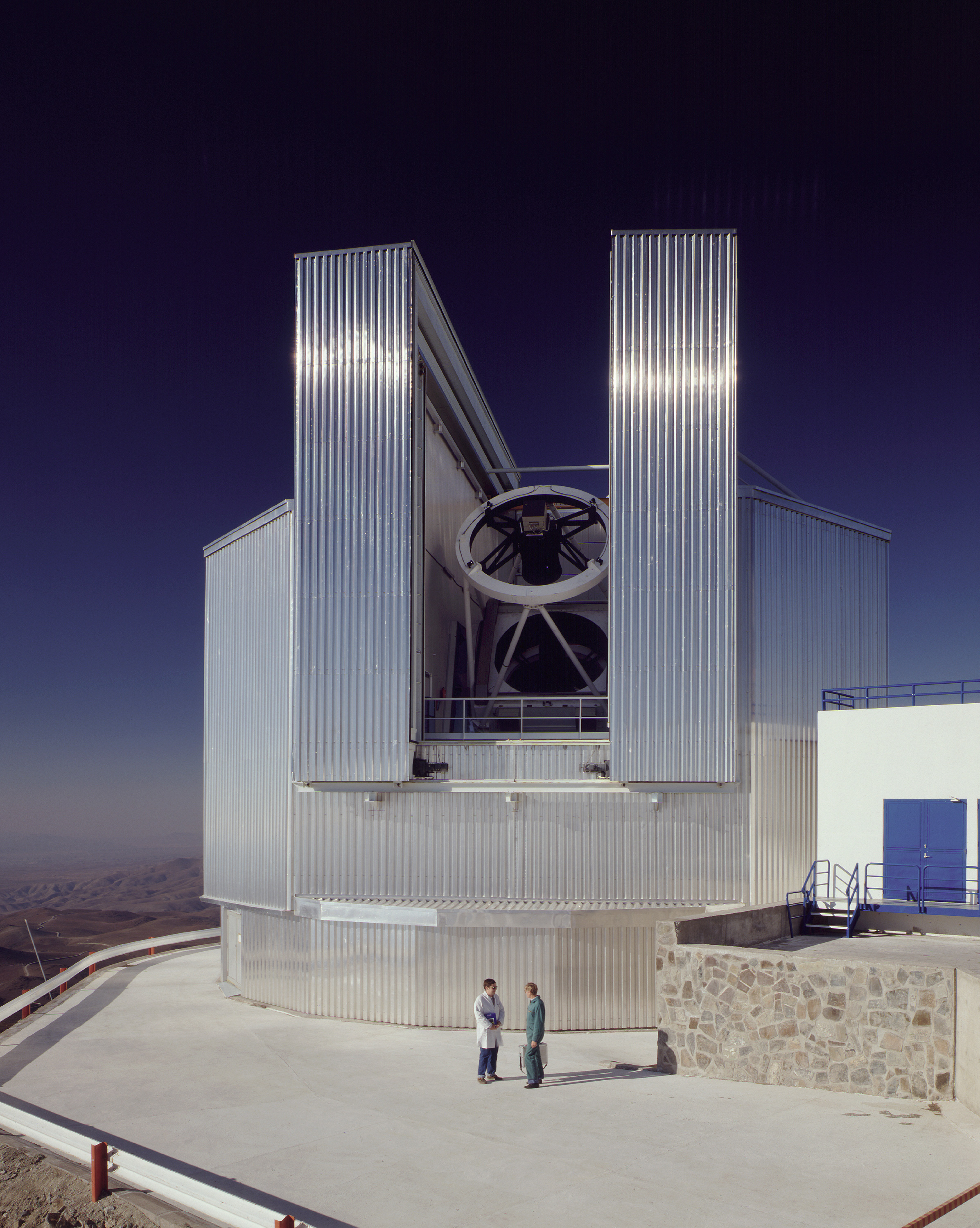
The New Technology Telescope (NTT)

Il New Technology Telescope (NTT) di ESO è un telescopio Ritchey-Chrétien di 3.58 metri di diametro, con una montatura altazimutale che ha sperimentato l'uso dell'ottica attiva. Malgrado l'NTT sia quasi della stessa dimensione del telescopio di 3.6m, l'utilizzo dell'ottica attiva ne fa uno strumento dalla risoluzione molto più alta. L'NTT è, di fatto, il primo telescopio di grande dimensione ad essere equipaggiato con l'ottica attiva, una tecnologia sviluppata ad ESO e che è stata adottata su tutti i grandi telescopi successivi incluso il VLT e il futuro E-ELT. Fin dall'epoca della costruzione, NTT ha anche sistemi innovativi di controllo termico per minimizzare il seeing dovuto alla cupola e al telescopio. La cupola è relativamente piccola ed è ventilata da un sistema di aperture che lasciano fluire l'aria dolcemente attraverso lo specchio, in modo da ridurre la turbolenza e ottenere immagini più nitide.

#### MPG/ESO 2.2-mètre Telescope
Il telescopio di 2.2 metri di diametro è operativo a La Silla già dall'inizio del 1984 ed è prestato, per un tempo indefinito, dal Max-Planck-Gesellschaft (MPG). Il tempo di utilizzazione del telescopio è diviso tra i programmi di osservazione del MPG e di ESO, mentre il funzionamento e il mantenimento del telescopio sono sotto la responsabilità di ESO. Tra i suoi strumenti vi sono il Wide Field Imager (WFI), una macchina fotografica CCD con 67 MPixel e un largo campo capace di coprire una sostanziale frazione del cielo in una singola esposizione. Nel 2007 fu aggiunto un terzo strumento, GROND, che riprende immagini simultanee in sette colori. GROND è usato soprattutto per determinare la distanza di lampi gamma. Le immagini riprese da questo telescopio sono usate anche nel progetto EURONEAR.

#### Altri telescopi
Altri telescopi presenti a La Silla includono il telescopio svizzero Leonard Euler Telescope, il telescopio danese di 1.54 metri, e i telescopi REM e TAROT.
Il telescopio Euler è un telescopio di 1.2 metri di diametro costruito e gestito dall'osservatorio di Ginevra (Svizzera). Esso è usato per condurre misure ultra precise di velocità radiali che servono principalmente a cercare pianeti extra-solari nell'emisfero australe. Il suo primo successo è stato la scoperta di un pianeta attorno alla stella Gliese 86. Altri programmi di ricerca si concentrano su stelle variabili, astrosismologia, seguito di lampi gamma, nuclei attivi di galassie e lenti gravitazionali.
Il telescopio danese di 1,54 metri fu costruito da Grubb-Parsons, ed è stato usato a La Silla dal 1979. Il telescopio ha una montatura off-axis e la sua ottica è di tipo Ritchey-Chrétien. A causa della montatura e dello spazio limitato all'interno della cupola, il telescopio soffre di severe restrizioni di puntamento.
Il telescopio Rapid Eye Mount (REM) è un piccolo telescopio (60 centimetri) automatico con un rapido tempo di reazione che iniziò ad operare nell'ottobre del 2002. Il suo principale scopo è di seguire
il bagliore residuale dei lampi gamma scoperti dal satellite Swift lanciato dalla NASA.
Il telescopio TAROT (Télescope à Action Rapide pour les Objets Transitoires, Rapid Action Telescope for Transient Objects) è un rapidissimo telescopio robotico, capace di osservare un lampo gamma dall'inizio. I satelliti che scoprono i lampi gamma mandano un segnale a TAROT, che è capace di dare una posizione precisa sotto il secondo d'arco alla comunità astronomica. I dati dal telescopio TAROT sono anche utili per studiare l'evoluzione dei lampi gamma e la fisica del materiale circostante.

### Paranal

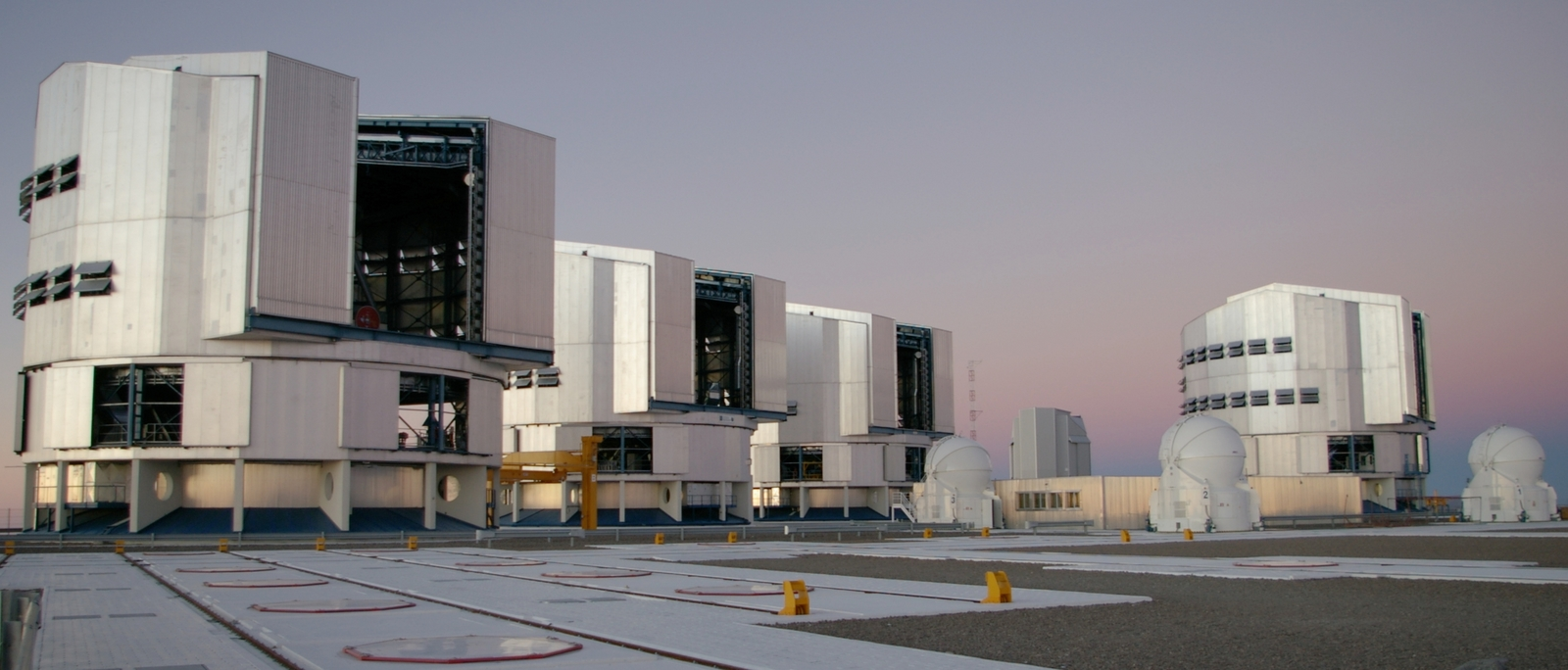
Il Very Large Telescope (VLT)

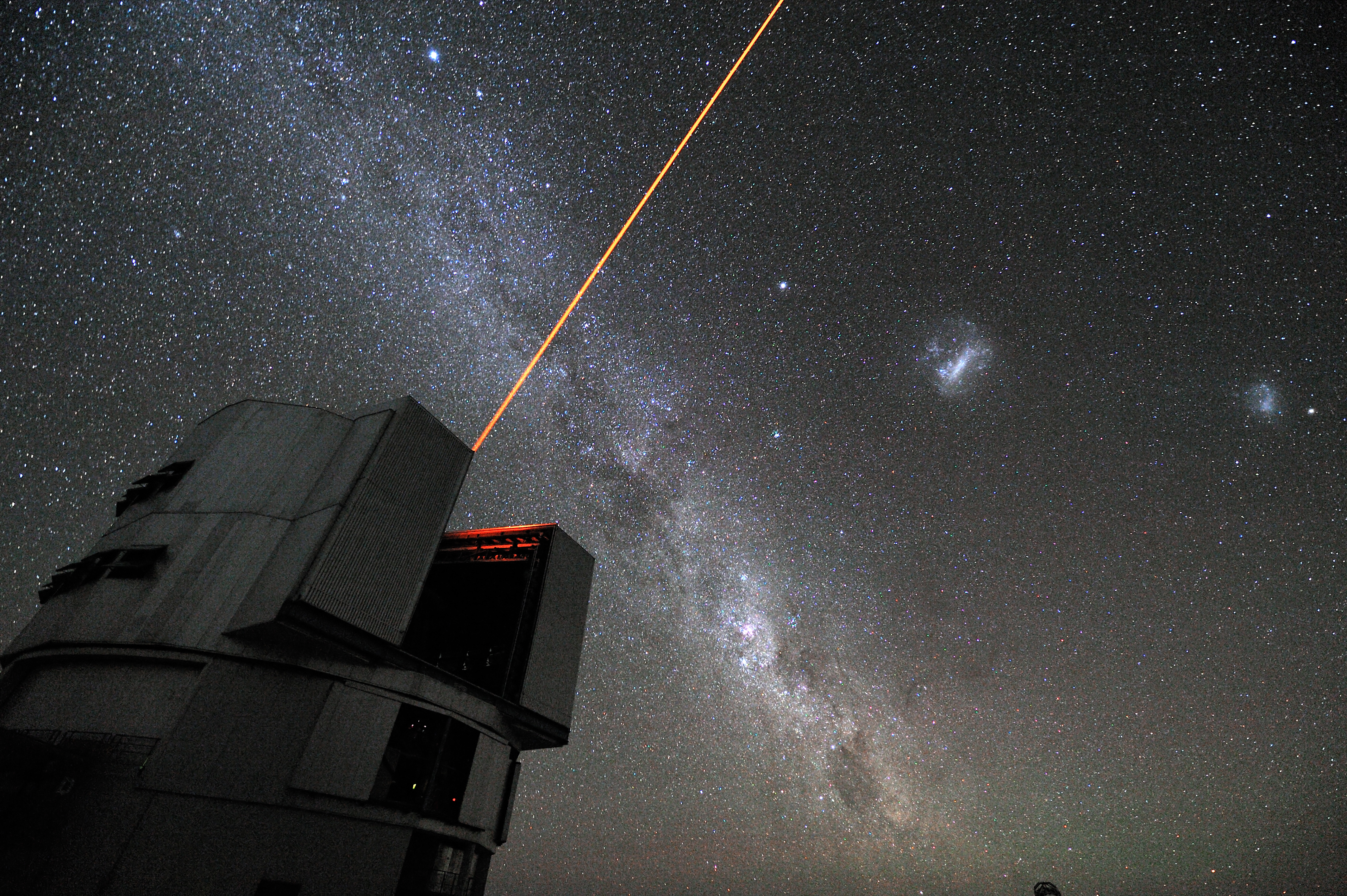
La stella guida laser del VLT

Panorama notturno del Paranal a 360 gradi

L'osservatorio di Paranal si trova in cima al Cerro Paranal, nel deserto di Atacama nel nord del Cile. Cerro Paranal è alto 2635 metri ed è situato a 120 km a sud di Antofagasta e 12 km dalla costa del Pacifico.
L'osservatorio di Paranal possiede fondamentalmente tre telescopi che operano nel visibile e nell'infrarosso: il Very Large Telescope (VLT, quattro Unit Telescopes di 8,2 metri di diametro, più quattro Auxiliary Telescopes di 1,8 metri di diametro), il VLT Survey Telescope (VST, 2,6 metri di diametro), e il Visible and Infrared Survey Telescope for Astronomy (VISTA, 4,1 metri di diametro).
Nel marzo del 2008, Paranal è stato anche sede delle riprese di qualche sequenza del ventiduesimo film di James Bond, Quantum of Solace.

#### Very Large Telescope
Lo strumento principale al Paranal è il Very Large Telescope (VLT), il fiore all'occhiello dell'astronomia europea da terra all'inizio del terzo millennio. Esso
è lo strumento ottico più avanzato al mondo, composto da quattro telescopi quasi identici di 8,2 metri di diametro (Unit Telescopes), ognuno equipaggiato con due o tre strumenti; essi fanno del VLT certamente lo strumento astronomico più versatile. I telescopi chiamati Antu, Kueyen, Melipal e Yepun possono lavorare insieme, in gruppi di due o tre, per formare un gigante interferometro, il Very Large Telescope Interferometer di ESO (VLTI), che permette agli astronomi di vedere dettagli fino a 25 volte più nitidi che con telescopi individuali. I raggi di luce sono combinati nel VLTI usando un sistema complesso di specchi in gallerie sotterranee dove i percorsi di luce devono essere mantenuti uguali in distanza ad una precisione di 1/1000 mm su centinaia di metri.
Con questo tipo di precisione il VLTI può ricostruire immagini con una risoluzione angolare di miliarcosecondi, equivalente a distinguere la separazione tra due fari di una macchina sulla Luna. Quattro telescopi ausiliari (TA) di 1.8 metri di diametro sono stai aggiunti al VLTI e vengono usati quando i grandi Unit Telescopes sono già
occupati con altri progetti. I TA sono stati installati tra il 2004 e il 2007. Il primo Unit Telescope ha visto la "prima luce" nel maggio del 1998 ed è stato messo a disposizione della comunità astronomica il primo di aprile 1999. Gli altri telescopi sono arrivati nel 1999 e 2000 e quindi il VLT è pienamente
operazionale. Statistiche mostrano che nel 2007 quasi 500 articoli basati sul VLT sono stati pubblicati in riviste sottoposte a revisione paritaria.
Il VLT ha avuto un impatto incontestabile sull'astronomia osservazionale. È lo strumento singolo più produttivo da terra. I risultati del VLT hanno portato a una pubblicazione media di un articolo scientifico al giorno nelle riviste specializzate. Il VLT contribuisce grandemente a fare di ESO l'osservatorio da terra più produttivo al mondo. Il VLT ha stimolato una nuova era di scoperte, con notevoli primati: la prima immagine di un pianeta extrasolare, l'osservazione di stelle individuali attorno al buco nero supermassiccio al centro della Via Lattea e l'osservazione del bagliore residuale del più distante lampo gamma.

##### I nomi mapuche dei telescopi del VLT
Nel marzo del 1999, all'epoca dell'inaugurazione del Paranal, furono scelti quattro nomi ricchi di significato, i nomi di oggetti celesti nella lingua Mapuche (Mapudungun). Questo
popolo indigeno vive prevalentemente nella zona a sud del fiume Bio-Bio, circa 500 km a sud di Santiago del Cile.
Per scegliere i nomi fu organizzato un concorso tra gli allievi della regione II del Cile (di cui Antofagasta è la capitale).
Grazie alla ricca eredita culturale del paese ospite di ESO, questo concorso ha dato eccellenti risultati. La giuria fu unanime nello scegliere il lavoro
scritto dalla diciassettenne Jorssy Albanez Castilla da Chuquicamata, vicino alla città di Calama. Come premio, Jorssy ha ricevuto un telescopio amatoriale durante l'inaugurazione del Paranal. Grazie a lei i quattro telescopi sono conosciuti come:
- ANTU (UT1; Il Sole)
- KUEYEN (UT2; La Luna)
- MELIPAL (UT3; La croce del sud)
- YEPUN (UT4; Venere, la stella della sera). Tradotto inizialmente come "Sirius", sembra che "YEPUN" significasse in realtà "Venere".[59]

#### Telescopi per survey
Il telescopio VISTA, attivo nell'infrarosso e nel visibile (Visible and Infrared Survey Telescope for Astronomy), si trova sulla cima adiacente a quella che ospita il VLT e condivide le stesse condizioni eccezionali di
osservazione. Lo specchio principale di VISTA misura 4,1 metri di diametro ed è lo specchio più curvo di questa dimensione e di questa qualità mai costruito - le sue deviazioni da una superficie
perfetta sono meno di qualche millesimo di un capello umano. La costruzione e la pulizia di questo specchio hanno generato notevoli difficoltà.
VISTA è stato concepito e sviluppato da un consorzio di 18 università nel Regno Unito, guidate dalla Queen Mary (Università di Londra), e diventò il contributo a ESO da parte del
Regno Unito per l'accordo di partecipazione. Il design e la costruzione del telescopio sono stati finanziati dal Science and Technology Facilities Council (STFC) e dall' UK Astronomy Technology Centre (ATC). L'accettazione provvisoria di VISTA fu formalmente concessa da ESO durante una cerimonia ai quartieri generali di ESO a Garching (Germania) il 10 dicembre 2009. Da questo momento, il telescopio
è stato gestito da ESO. Dall'inizio del suo funzionamento VISTA ha riprese fotografie incredibili del cielo.
Il telescopio per survey VLT Survey Telescope (VST) è un telescopio all'avanguardia di 2,6 metri di diametro equipaggiato con OmegaCAM, una macchina fotografica CCD di 268 megapixel con un
campo di vista quattro volte superiore alla Luna piena. Esso completa VISTA, dato che osserverà il cielo nella luce visibile. Il VST è il risultato di una collaborazione tra ESO e l'osservatorio di
Capodimonte (Napoli), un centro di ricerca dell'Istituto Nazionale per l'Astrofisica (INAF). Il VST ha cominciato ad osservare nel 2011.
Gli scopi scientifici di questi due telescopi vanno dalla natura dell'energia oscura alla minaccia di asteroidi che passano vicini alla Terra. Grandi gruppi di astronomi di tutta Europa condurranno queste
survey. Alcune copriranno la maggior parte del cielo australe, mentre altre si concentreranno su aree minori.
Entrambi VISTA e il VST produrranno enormi quantità di dati di alta qualità dato che una sola fotografia presa da VISTA ha 67 megapixel e le immagini di OmegaCam sul VST hanno 268 megapixel.
I due telescopi per survey produrranno molti più dati ogni notte che tutti gli altri strumenti del VLT messi insieme. Il VST e VISTA produrranno più di 100 Terabyte di dati all'anno.

### Llano de Chajnantor

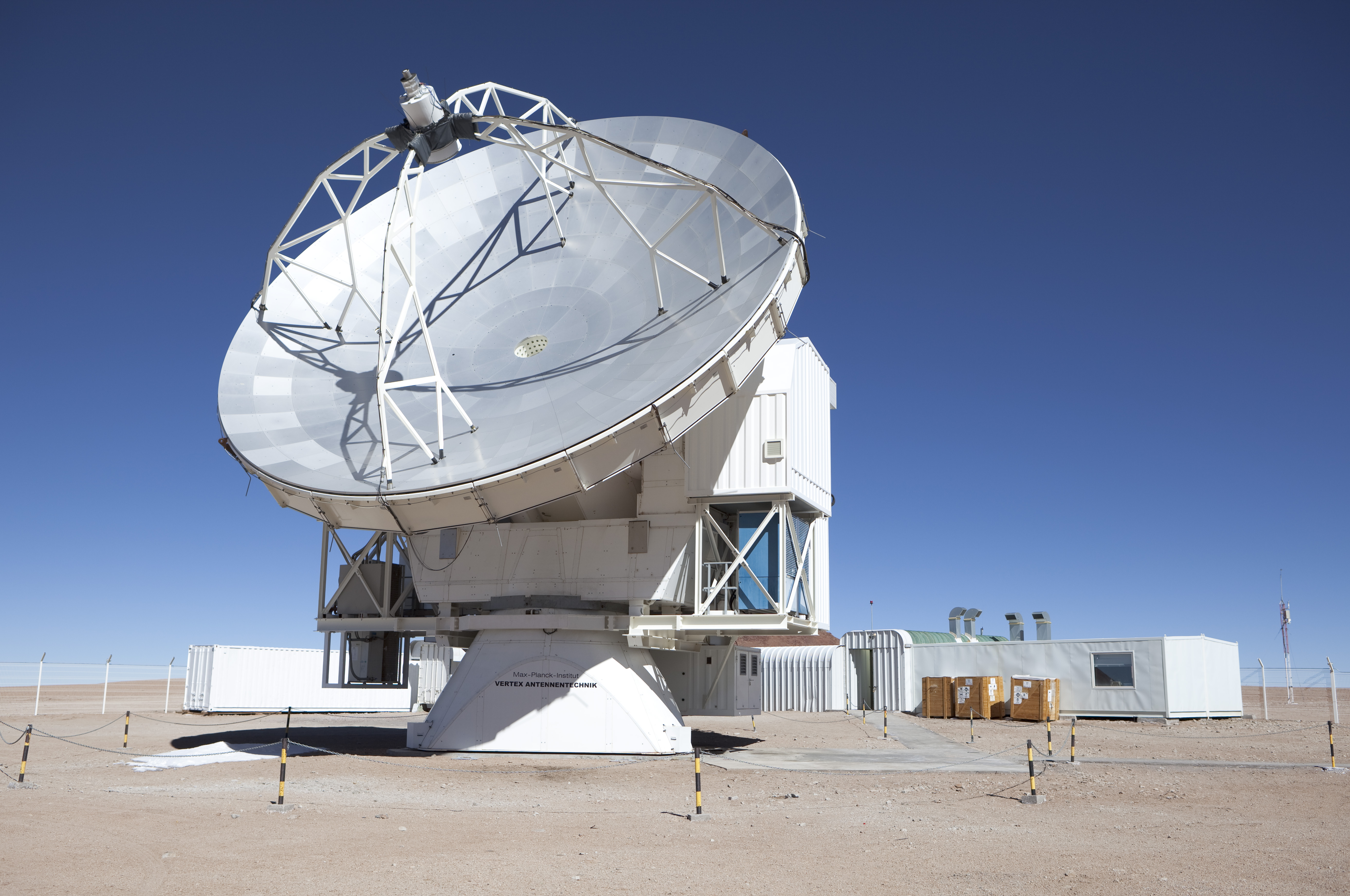
Il telescopio submillimetrico APEX di 12 metri

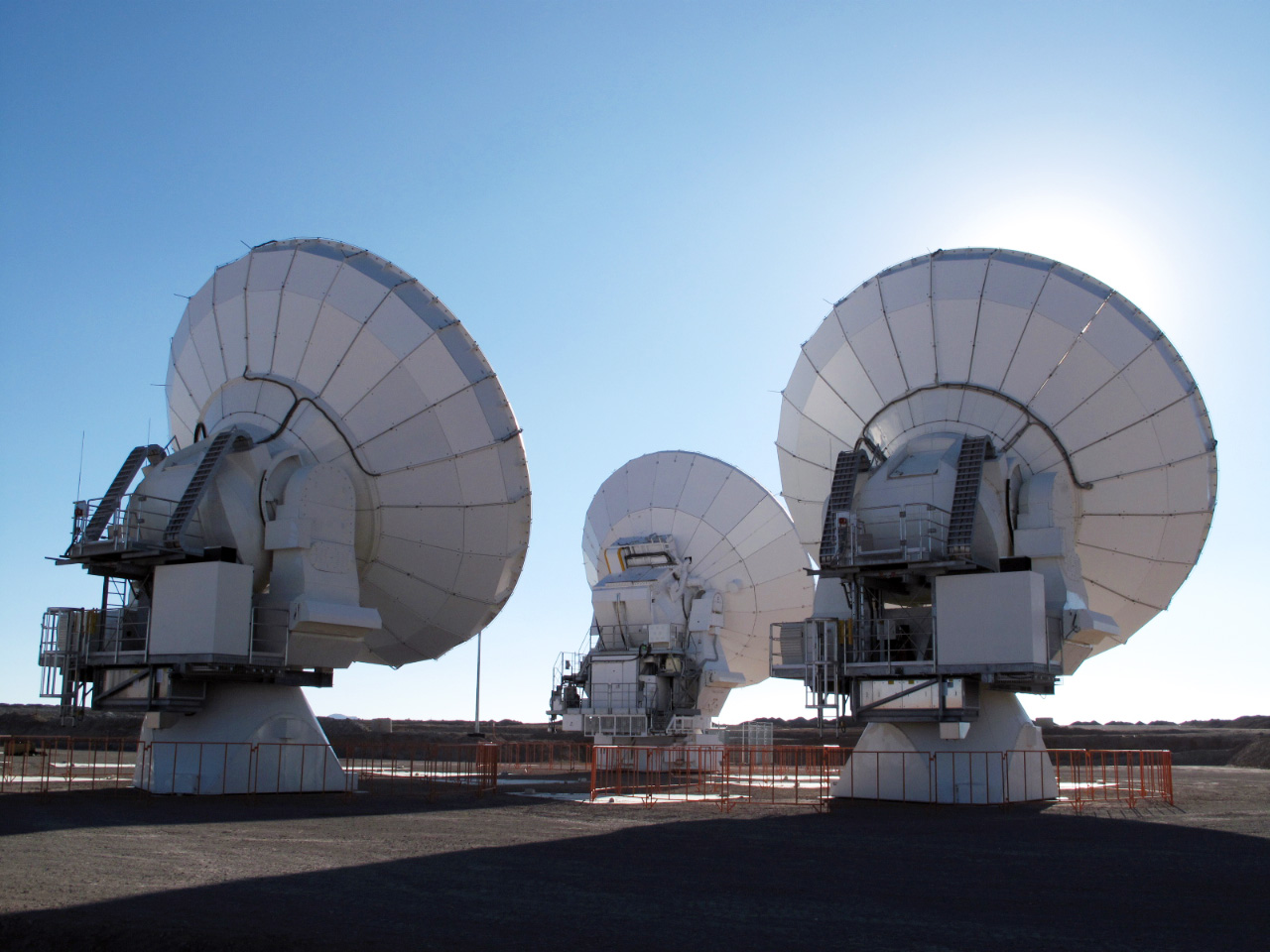
Tre antenne di ALMA insieme a Chajnantor

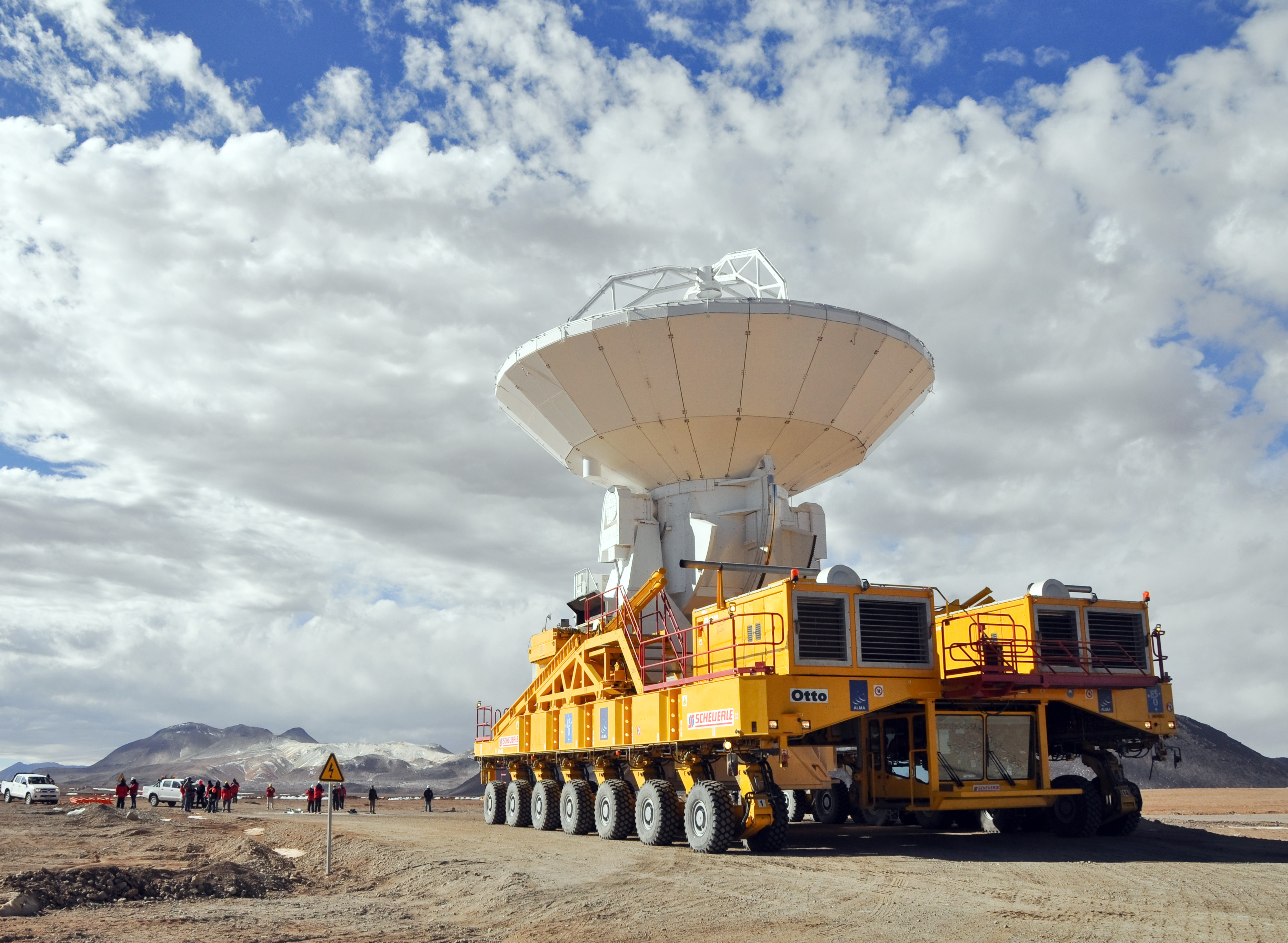
Un'antenna di ALMA viene trasportata sull'altipiano di Chajnantor

L'altopiano di Chajnantor è situato ad un'altitudine di 5100 metri nel deserto cileno di Atacama, circa 50 km a est di San Pedro de Atacama.
Questo sito è 750 metri più alto degli osservatori sul vulcano Mauna Kea e 2400 metri più alto del VLT al Cerro Paranal.
È un sito molto arido - inospitale per gli uomini - ma eccellente per la radioastronomia submillimetrica. Le molecole di vapore acqueo nell'atmosfera terrestre assorbono e attenuano la radiazione submillimetrica e quindi ci vuole un sito molto secco per questo tipo di radio astronomia.
Vi si trovano i seguenti telescopi:
- Atacama Cosmology Telescope (ACT, non gestito da ESO)
- Atacama Pathfinder Experiment (APEX)
- Atacama Large Millimeter Array (ALMA)
- Q/U Imaging Experiment (QUIET, non gestito da ESO)

Nel 2015 è previsto l'inizio della costruzione del Cerro Chajnantor Atacama Telescope (CCAT, non gestito da ESO), un telescopio di 25 m di apertura a grande campo, alta velocità di ripresa e grande risoluzione, operante alle lunghezze d'onda submillimetriche. Il sito è posto alla quota di 5.612 m, poco al disotto della cima del Cerro Chajnantor.
APEX e ALMA sono telescopi per l'astronomia millimetrica e sub-millimetrica. Questo tipo di astronomia è relativamente inesplorato e svela un universo che non può essere visto nell'intervallo più comune del visibile e dell'infrarosso. È ideale per studiare "l'universo freddo": la luce a queste lunghezze d'onda proviene da giganti nubi nello spazio interstellare, a temperature di solo qualche grado sopra lo zero assoluto. Gli astronomi usano questa luce per studiare le condizioni fisiche e chimiche nelle nubi molecolari giganti - dense regioni di gas e polvere cosmica dove nascono nuove stelle.
Nella luce visibile, queste regioni dell'universo sono spesso scure e nascoste da polvere, ma sono molto brillanti nella parte millimetrica e sub-millimetrica dello spettro elettromagnetico. Quest'intervallo di lunghezza d'onda è anche ideale per studiare alcune delle più distanti e più antiche galassie nell'universo, la cui luce è stata spostata verso il rosso fino a queste grandi lunghezze d'onda, un effetto causato dall'espansione dell'universo.

#### Atacama Pathfinder Experiment (APEX)
L'Atacama Pathfinder Experiment telescope è gestito da ESO in collaborazione con il Max Planck Institute for Radio Astronomy (Bonn, Germania) e l'Onsala Space Observatory (Onsala, Svezia).
È un telescopio di 12 metri di diametro, il più grande di questo tipo nell'emisfero sud. Esso opera a lunghezze d'onda millimetriche e sub-millimetriche - un intervallo di radiazioni tra
la luce infrarossa e le onde micro-onde.
APEX serve anche da esploratore per ALMA, l'Atacama Large Millimeter Array, un rivoluzionario interferometro astronomico che ESO, insieme a soci internazionali, sta costruendo sull'altopiano di
Chajnantor. APEX è basato sul prototipo di antenna di ALMA, modificato per essere usato come un radio telescopio con un'antenna unica.

#### Atacama Large Millimeter/submillimeter Array (ALMA)
ALMA sarà un interferometro astronomico con un design rivoluzionario, composto da 66 antenne ad alta precisione e operante a lunghezze d'onda tra 0,3 e 9,6 mm. La sua parte principale avrà cinquanta antenne di 12 metri di diametro, che lavoreranno insieme come un unico telescopio - un interferometro. Un'altra rete compatta di altri quattro telescopi di 12 metri e di dodici telescopi di 7 metri completerà l'insieme. Le antenne possono essere distribuite sull'altopiano
desertico a distanze che variano da 150 metri a 16 km: forniranno ad ALMA un potente zoom variabile - guardate questo video di un trasportatore di ALMA per vedere come le antenne vengono spostate. ALMA sarà capace di sondare l'universo nelle
lunghezze d'onda millimetriche e submillimetriche con una risoluzione e una sensibilità senza precedenti, con una visione fino a dieci volte più nitida del telescopio spaziale Hubble. ALMA potrà complementare le immagini ottenute con il VLT Interferometer.
ALMA è una collaborazione tra il Giappone, Taiwan, l'Europa (ESO), l'America del Nord (Stati Uniti e Canada) e il Cile.
Gli scopi scientifici di ALMA includono lo studio delle origini e della formazione delle stelle, galassie e pianeti, con osservazioni del gas molecolare e della polvere, delle galassie distanti al confine dell'universo osservabile e della radiazione di fondo cosmico a micro-onde del Big Bang. Il primo bando per proposte scientifiche con ALMA è stato pubblicato il 31 marzo 2011 e le prime osservazioni scientifiche sono iniziate il 3 ottobre 2011.

## La scienza con i telescopi di ESO: campi di ricerca e scoperte più importanti

### La ricerca di pianeti fuori del nostro sistema solare

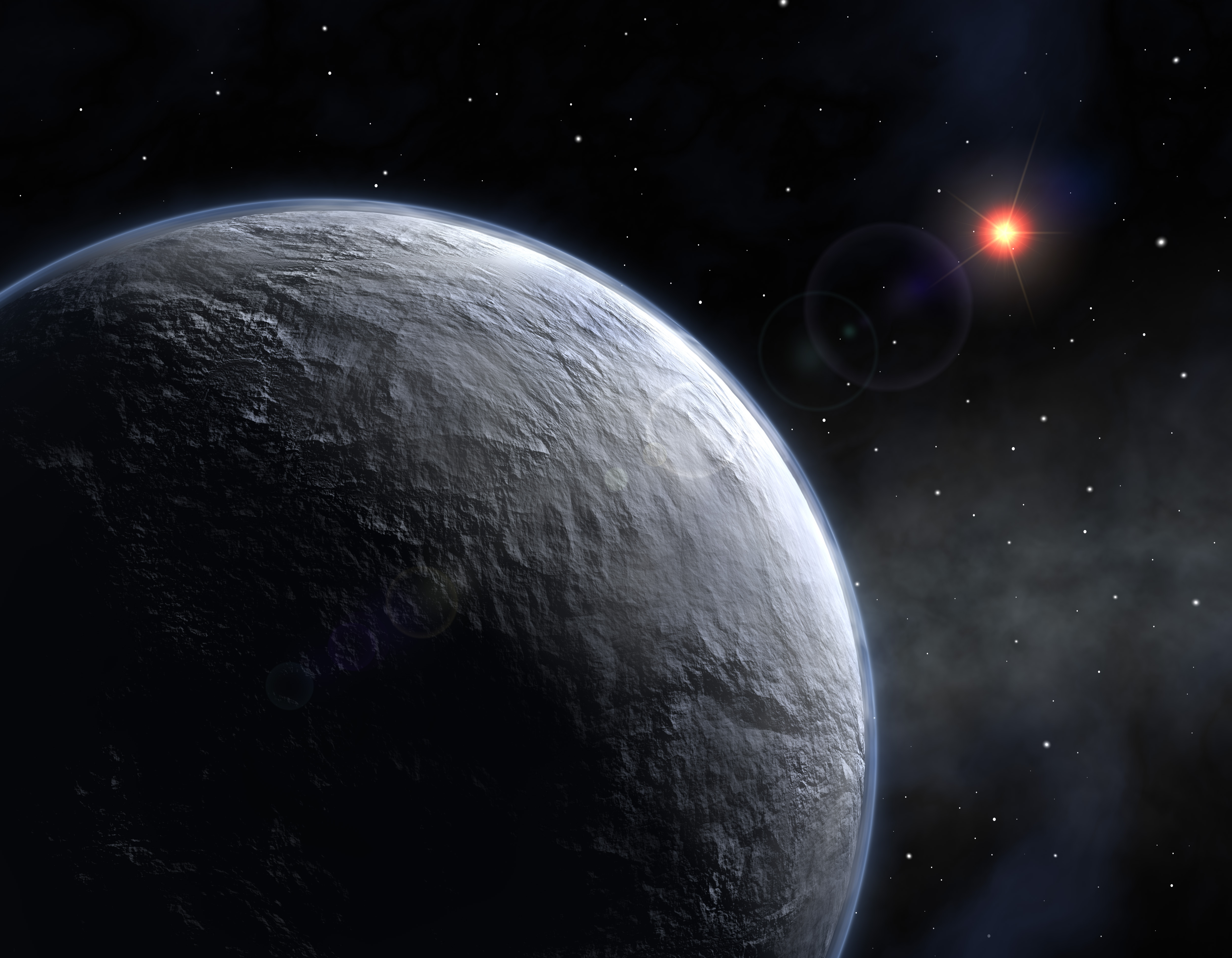
Un pianeta extrasolare ghiacciato (rappresentazione artistica).

La ricerca di pianeti al di fuori del nostro sistema solare costituisce un elemento chiave di ciò che è forse una delle domande più profonde - e ancora senza risposta - dell'umanità: esiste la vita da qualche altra parte nel nostro universo? Gli osservatori di ESO sono dotati di un arsenale unico di strumenti per trovare e studiare i pianeti extrasolari. Nel 2004 usando il VLT, gli astronomi sono stati capaci di catturare per la prima volta il debole bagliore di un pianeta a 200 anni luce dalla Terra, scattando la prima fotografia di un pianeta extrasolare. Questo nuovo mondo è gigante, circa cinque volte la massa di Giove.
Quest'osservazione segna un primo passo importante per il raggiungimento di uno degli scopi principali dell'astrofisica moderna: determinare la struttura fisica e la composizione chimica di pianeti giganti ed, eventualmente, di pianeti di dimensione terrestre.
Malgrado il fatto che i pianeti sembrino essere molto comuni nell'universo, sono oggetti estremamente piccoli e deboli sulla scala cosmica. Questo rende la loro scoperta molto difficile con la tecnologia odierna. Per questo motivo, la maggior parte dei pianeti extrasolari fino a questo punto sono stati scoperti con metodi indiretti.
Tra questi metodi indiretti, la tecnica di misura della velocità radiale è quella che ha avuto più successo. HARPS (High Accuracy Radial velocity Planet Searcher) ha permesso la
scoperta di un importante numero di pianeti con masse inferiori a quella di Nettuno che orbitano attorno a stelle vicine. Alcuni di questi pianeti sono tramite i più piccoli mai scoperti e si trovano nella zona
abitabile della loro stella. In particolare esiste la possibilità che uno di questi pianeti sia coperto da oceani - un mondo di acqua. Questa scoperta segna un risultato rivoluzionario nella ricerca di pianeti che possano sostenere la vita. Il telescopio danese di 1.54 metri di La Silla, che usa una tecnica innovativa chiamata "microlensing", lavora come parte di una rete di telescopi distribuiti sul globo. Questa collaborazione ha scoperto un nuovo pianeta extrasolare simile alla Terra. La sua massa è circa cinque volte la massa della Terra. Esso orbita attorno alla sua stella in circa 10 anni ed ha probabilmente una superficie rocciosa o ghiacciata.. A marzo 2017 una collaborazione con l'istituto Planck ha evidenziato tracce di atmosfera intorno ad un pianeta di dimensioni simili alla terra.

### La determinazione dell'età dell'universo

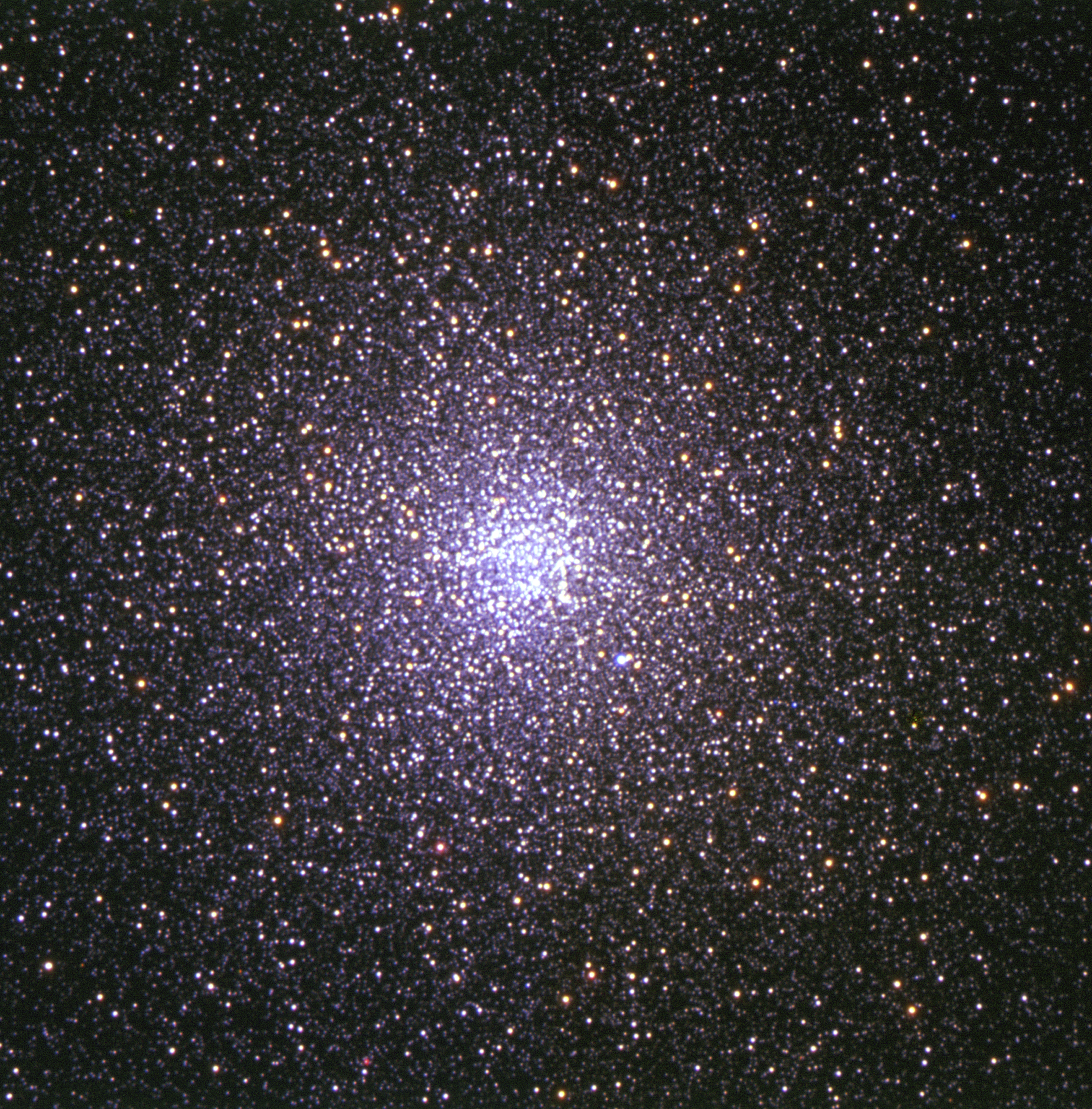
L'ammasso globulare 47 Tuc

Gli astronomi hanno usato il VLT per fare una misurazione unica, che apre la porta ad un metodo indipendente per determinare l'età dell'universo. Hanno misurato per la prima volta la quantità dell'isotopo radioattivo Uranio-238 in una stella nata quando la Via Lattea, la galassia in cui viviamo, era ancora in formazione.
Come la datazione con il carbonio in archeologia, ma su scala di tempo molto più lunga, quest'orologio a uranio misura l'età della stella. È risultato che la stella ha 12.5 miliardi di anni. Visto che la stella non può essere più vecchia dell'universo stesso, l'universo deve essere ancora più vecchio di questa cifra. Ciò è in accordo con quello che sappiamo dalla cosmologia, che attribuisce all'universo un'età di 13.7 miliardi di anni. Questa stella e la nostra galassia devono essersi formate non
troppo dopo il Big Bang.
Un altro risultato spinge la tecnologia astronomica ai suoi limiti estremi e getta una luce nuova sui primi tempi della Via Lattea. Gli astronomi hanno realizzato la prima misurazione del contenuto in Berillio in due stelle di un ammasso globulare. Con questa misurazione, essi hanno studiato le fasi iniziali tra la formazione delle prime stelle nella Via Lattea e la formazione dell'ammasso stellare. Essi hanno scoperto che la prima generazione di stelle nella galassia Via Lattea deve essersi
formata poco dopo il periodo di oscurità lungo 200 milioni di anni che ha seguito il Big Bang.

### Un buco nero al centro della nostra galassia
Che cosa si trova al centro della Via Lattea? A lungo gli astronomi hanno sospettato che un buco nero si nascondesse nel cuore della nostra galassia, ma nessuno poteva esserne sicuro. Dopo 16 anni di osservazioni regolari del centro galattico con i telescopi di ESO all'osservatorio di La Silla, gli
scienziati hanno finalmente ottenuto delle prove conclusive. Le stelle al centro della galassia sono talmente densamente concentrate che speciali tecniche di immagini, come l'ottica adattativa, sono necessarie per aumentare la risoluzione del VLT. Gli astronomi sono stati capaci di seguire stelle individuali nel loro moto attorno al centro galattico con una precisione mai raggiunta.
Le traiettorie di queste stelle mostrano in modo conclusivo che esse devono orbitare sotto
l'immensa influenza gravitazionale di un buco nero supermassicio, quasi tre milioni di volte più massiccio del nostro Sole. Le osservazioni del VLT hanno anche rilevato flash di luce infrarossa che provengono da questa regione ad intervalli regolari. Mentre la causa esatta di questo fenomeno rimane sconosciuta, gli osservatori hanno suggerito che il buco nero potesse girare rapidamente su se stesso. Qualunque cosa stia accadendo, la vita di un buco nero non è certamente del tutto tranquilla.
Gli astronomi usano il VLT anche per guardare nel centro di altre galassie dove trovano chiari segni di buchi neri supermassicci. Nella galassia attiva NGC 1097, hanno potuto vedere con dettagli mai raggiunti prima una rete complessa di filamenti avvolti in una spirale verso il centro della galassia, la quale possibilmente fornisce per la prima volta una visione dettagliata del processo di canalizzazione di materia, dal corpo principale della galassia giù verso il suo nucleo.

### I lampi gamma
I lampi gamma (Gamma-Ray Bursts, GRB, in inglese) sono lampi di radiazione altamente energetici nei raggi gamma. Essi durano da un secondo a qualche minuto - un batter d'occhio su scale di tempo cosmologiche. Si sa che essi accadono ad enormi distanze dalla Terra, verso i limiti dell'universo osservabile.
Il VLT ha osservato il bagliore residuale del più distante lampo gamma conosciuto. Con uno spostamento verso il rosso (redshift) di 8,2 la luce di questa sorgente astronomica molto distante da noi ha impiegato più di 13'000 milioni di anni per raggiungerci. Essa è quindi vista come era quando l'età dell'universo era meno di 600 milioni di anni (o meno di cinque percento della sua età attuale). In un secondo, questo lampo deve aver emesso più di 300 volte l'energia che il nostre Sole ha rilasciato nella sua intera durata di vita (10'000 milioni di anni). I lampi gamma sono quindi le esplosioni più potenti dell'universo dal Big Bang.
I ricercatori hanno cercato di scoprire la natura di queste esplosioni da molto tempo. Le osservazioni mostrano che i lampi gamma si dividono in due tipi - di breve durata (più breve di qualche secondo) e di lunga durata - e si sospetta che due diversi tipi di eventi cosmici ne siano la causa. Nel 2003 gli astronomi hanno usato i telescopi dell'ESO per collegare i GRB a lunga durata con le ultime esplosioni di stelle massicce, conosciute come "ipernove". Seguendo per un mese il periodo successivo all'esplosione, hanno mostrato che la luce ha proprietà simili a quella proveniente da una supernova (causata dall'esplosione di stelle massicce alla fine della loro vita). Questo fatto ha permesso agli astronomi di collegare i lampi gamma a lunga durata con le esplosioni ultime di stelle molto massicce, conosciute come ipernove. Nel 2005 i telescopi di ESO hanno misurato per la prima volta la luce visibile che segue un lampo
di breve durata. Seguendo questa luce per tre settimane gli astronomi hanno mostrato che i lampi a breve durata - al contrario di quelli lunghi - non possono essere causati da un'hypernova. Invece si pensa che essi siano causati dalla collisione violenta tra stelle di neutroni o buchi neri. Le osservazioni del bagliore residuale dei GRB sono stati anche coordinati con osservazioni con il VLT e l'Atacama Pathfinder Experiment (APEX) per identificare un possibile corrispondente e
il suo decadimento nelle lunghezze d'onda submillimetriche.

### L'archivio dei dati scientifici e l'universo digitale

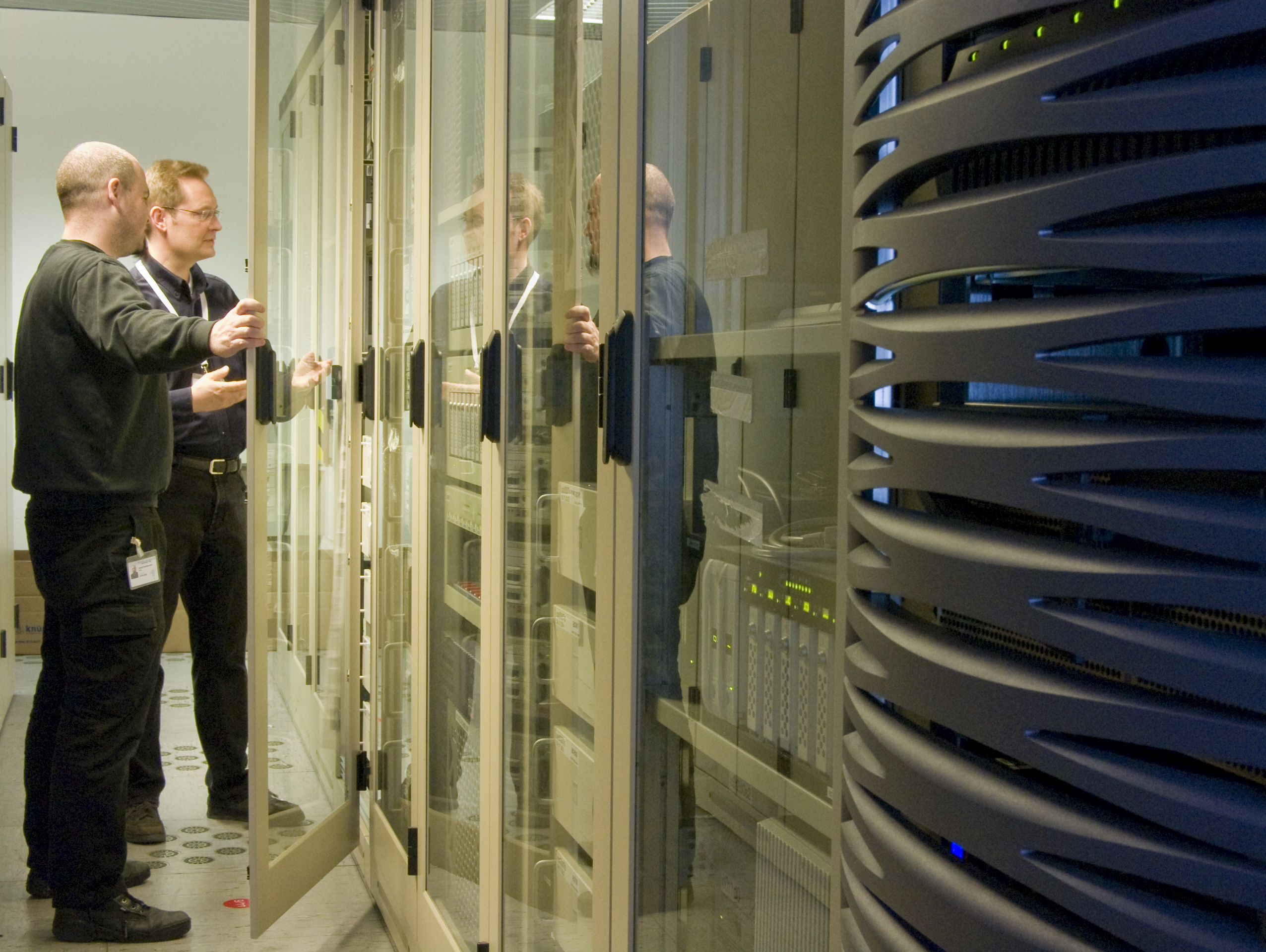
Server per l'accesso all'archivio dei dati scientifici

Il gruppo che gestisce l'archivio scientifico riceve e ridistribuisce dati di ESO e di Hubble Space Telescope e fornisce un supporto di prima linea agli utilizzatori dell'archivio. Grazie all'archivio dell'ESO circa 12 Terabytes (TB) di dati pubblici sono distribuiti ogni anno a seguito di circa 10'000 richieste tramite internet. In aggiunta, ogni anno più di 2000 CD e DVD di dati prioritari sono mandati ai rispettivi Principal Investigators per le osservazioni fatte in modalità di servizio, cioè fatte da astronomi di ESO in Cile per conto dei Principal Investigators. La dimensione attuale dell'archivio è di circa 65 TB, con un tasso annuale di crescita di 15 TB. Questo ritmo di crescita aumenterà di molto (di un fattore 10) perché il Visible and Infrared Survey Telescope for Astronomy (VISTA) con i suoi sensori infrarossi produce da solo 150 TB di dati all'anno.
I server dei database dell'ESO sono coordinati tra Germania e Cile e la loro tecnologia e complessità è paragonabile a quella di imprese commerciali importanti come la comunità internazionale bancaria.
Progressi cruciali nella tecnologia dei telescopi, dei sensori e dei computer, permettono di produrre massicce quantità di immagini, spettri e cataloghi.
Questi dataset coprono il cielo a tutte le lunghezze d'onda, dai raggi gamma e X, all'ottico e all'infrarosso fino alle onde radio. Gli astronomi sviluppano nuovi metodi per fare un nuovo tipo di scienza, rendendo facilmente disponibile quest'enorme quantità di dati di quest'universo digitale. Queste tecniche utilizzano il paradigma GRID di elaborazione distribuita (distributed computing) con un accesso trasparente e facile ai dati attraverso "osservatori virtuali". Come un osservatorio fisico possiede telescopi, ognuno dotato di strumenti astronomici unici, così un osservatorio virtuale consiste in centri di dati, ognuno dotato collezioni uniche di dati astronomici, sistemi di programmi e capacità di calcolo. Questa iniziativa globale basata sull'idea di una comunità è sviluppata in tutto il mondo sotto l'egida dell'International Virtual Observatory Alliance (IVOA) e in Europa nell'ambito del progetto EURO-VO.
Gli osservatori virtuali hanno già dimostrato la loro efficacia, per esempio scoprendo nei campi esistenti dei Great Observatories Origins Deep Survey (GOODS) 31 nuovi candidati quasar oscurati e poco luminosi, quadruplicando così il numero trovato in precedenza. Questa scoperta significa che le surveys di buchi neri supermassicci hanno sottovalutato il loro numero di almeno un fattore due e forse fino a un fattore cinque.

### Prime 10 scoperte astronomiche a ESO

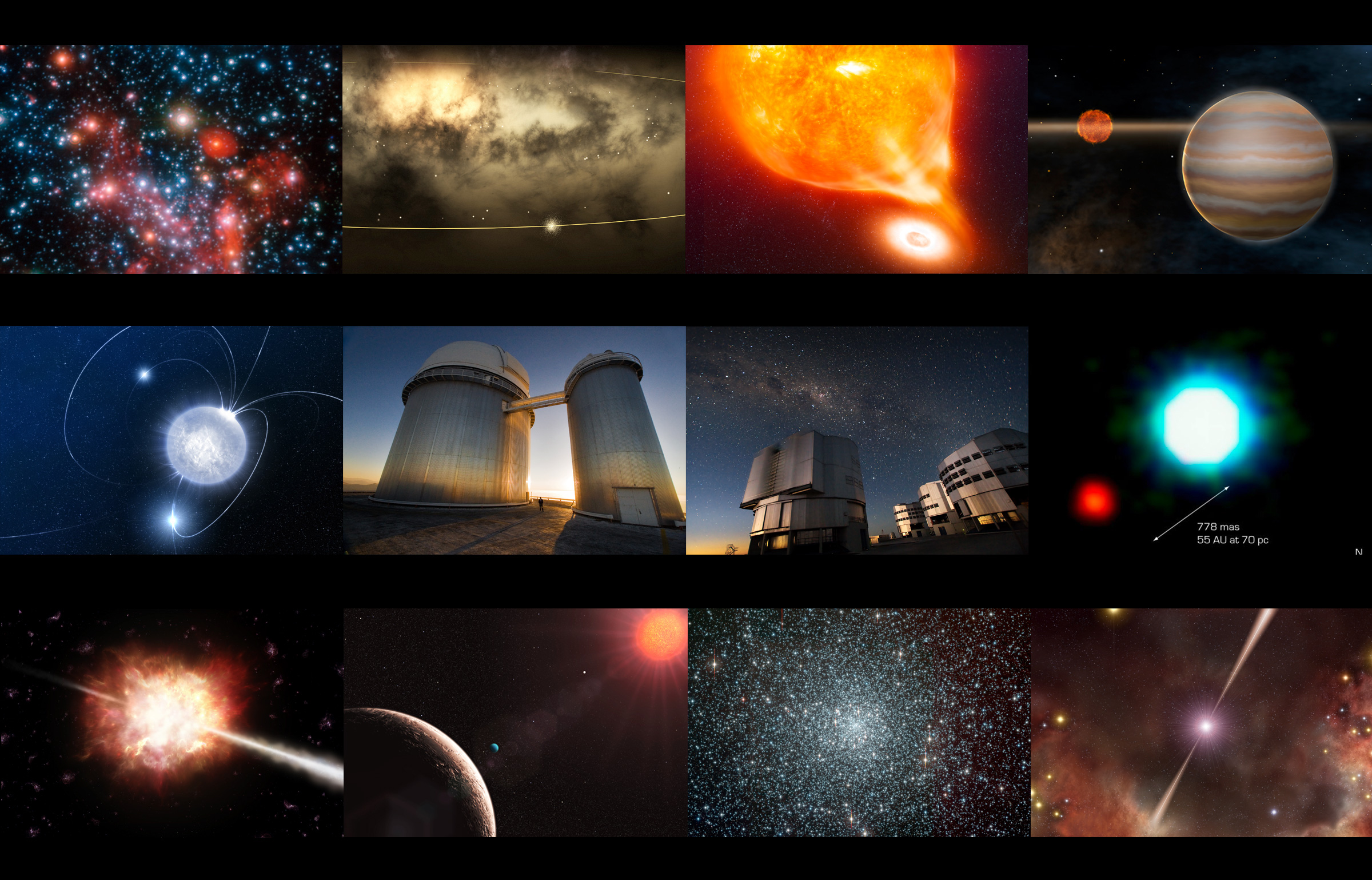
Prime 10 scoperte astronomiche a ESO.

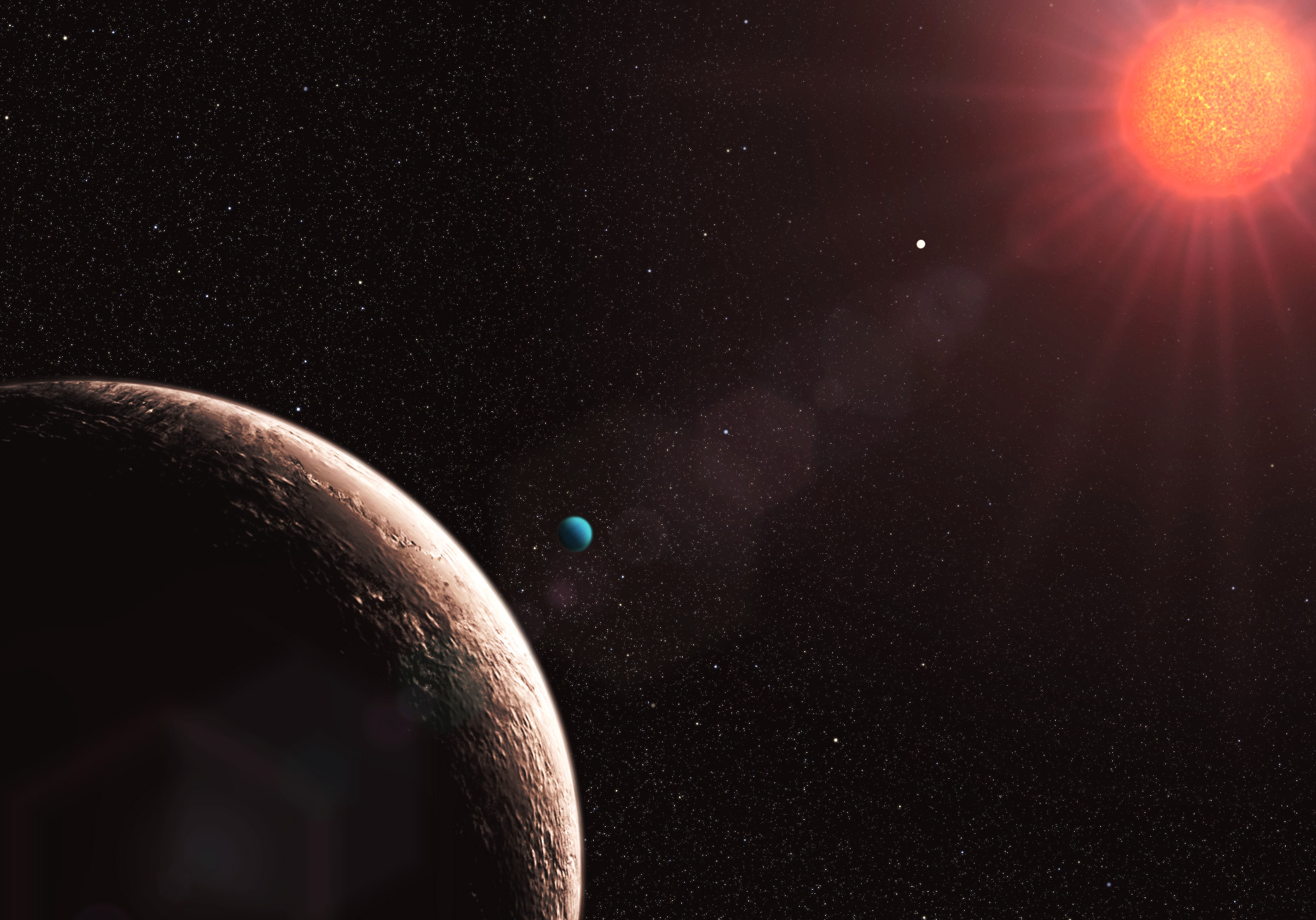
Sistema planetario Gliese 581 (rappresentazione artistica)

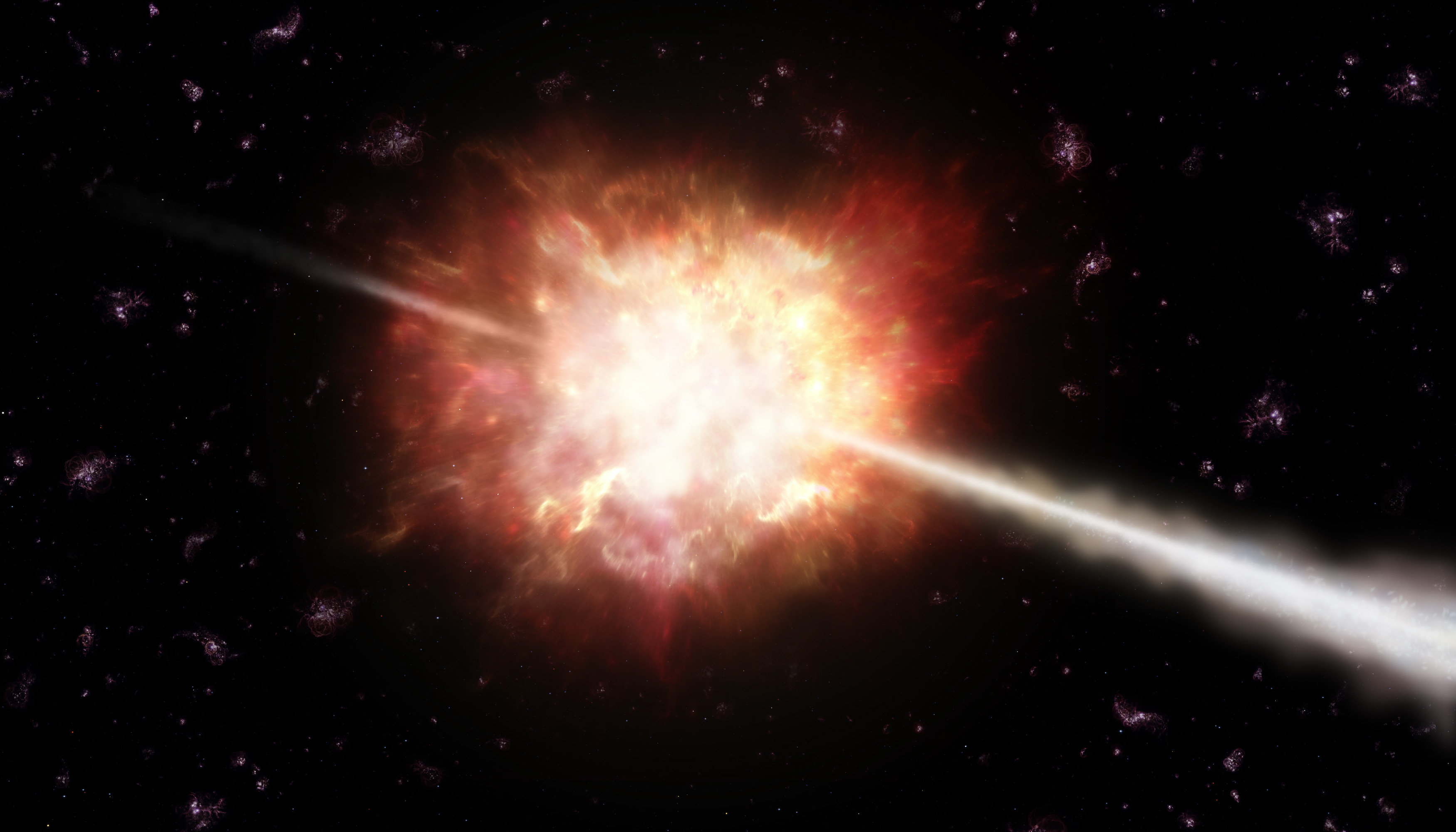
Il più distante lampo gamma (rappresentazione artistica)

1. Stelle che orbitano attorno al buco nero della Via Lattea
Molti telescopi fiori all'occhiello di ESO sono stati utilizzati in uno studio lungo 16 anni per ottenere la visione più dettagliata possibile dei dintorni del mostro che si nasconde nel cuore della nostra galassia - un buco nero supermassiccio.
2. L'universo in accelerazione
Due gruppi di ricerca indipendenti hanno mostrato che l'espansione dell'universo sta accelerando - basandosi su osservazioni di stelle in esplosione mediante i telescopi astronomici di La Silla.
Per questa scoperta i due gruppi sono stati ricompensati nel 2011 con il Premio Nobel per la Fisica.
3. La prima immagine di un pianeta extrasolare
Il VLT ha ottenuto la prima immagine di un pianeta al di fuori del nostro sistema solare. Il pianeta, cinque volte più massiccio di Giove, orbita attorno ad una stella mancata - una nana bruna - a una distanza di 55 volte la distanza media Terra-Sole.
4. Il collegamento tra i lampi gamma e le supernovae
I telescopi di ESO hanno portato la prova definitiva che i lampi gamma di lunga durata sono legati all'esplosione ultima di stelle massicce, risolvendo un enigma di vecchia data. I lampi gamma di corta durata sembrano essere prodotti invece dalla collisione di stelle di neutroni.
5. La temperatura cosmica misurata in modo indipendente
Il VLT ha scoperto molecole di monossido di carbonio in una galassia che si trova a 11 miliardi di anni luce da noi, un'impresa rimasta irraggiungibile per 25 anni.
Essa ha permesso agli astronomi di ottenere la più precisa misura della temperatura cosmica in quest'epoca remota.
6. Le stelle più vecchie conosciute nella Via Lattea
Usando il VLT di ESO gli astronomi hanno misurato l'età delle più vecchie stelle conosciute nella nostra galassia, la Via Lattea. Avendo 13,2 miliardi di anni, la stella più vecchia è nata nelle prime fasi di formazione stellare nell'universo.
7. Bagliori dal buco nero supermassiccio al centro della Via Lattea 
Il VLT e APEX si sono associati per studiare i violenti bagliori dal buco nero supermassiccio al centro della Via Lattea, svelando del materiale che viene allungato mentre sta orbitando nell'intenso campo
gravitazionale del buco nero centrale.
8. Misura diretta dello spettro di pianeti extrasolari e delle loro atmosfere.
L'atmosfera attorno a un pianeta extrasolare di tipo super-Terra è stata analizzata per la prima volta con il VLT. Il pianeta, conosciuto come GJ 1214b, fu studiato mentre passava davanti alla sua stella e una parte della
luce stellare attraversava l'atmosfera del pianeta.
9. Il sistema planetario più ricco
Gli astronomi hanno usato lo spettrografo HARPS di ESO per scoprire un sistema planetario che contiene almeno cinque pianeti che orbitano attorno alla stella HD 10180, simile al nostro Sole. Ci sono anche
indicazioni che forse due altri pianeti sono presenti, uno dei quali avrebbe la più piccola massa mai scoperta.
10. Il moto delle stelle nella Via Lattea
Dopo più di 1000 notti di osservazioni a La Silla, distribuite su 15 anni, gli astronomi hanno determinato il moto di più di 14'000 stelle simili al Sole che si trovano nei suoi dintorni. Hanno così mostrato che la nostra galassia ha avuto una vita molto più turbolenta e caotica di quello che si pensava prima.

## Attività di sensibilizzazione
Attività di sensibilizzazione e di divulgazione sono effettuate dall'ESO education and Public Outreach Department (ePOD).
Un largo spettro di programmi e attività vengono messe a disposizione per soddisfare le richieste specifiche dei vari media: televisione, cartaceo e media online,
ad esempio con comunicati di stampa e materiale di ritrasmissione per i media. L'ePOD adotta un approccio multimediale per la sensibilizzazione del pubblico, per esempio con l'ESOcast, l'Hubblecast, le pagine su Facebook, ecc. L'ePOD redige materiale stampa di alta qualità come opuscoli, libri, rapporti annuali, notiziari (The Messenger, ST-ECF Newsletter, CAPjournal), poster, ecc.
Nel passato alcuni eventi sensazionali sono stati creati dal dipartimento ePOD, come l'anno internazionale dell'astronomia 2009 IYA2009 (con l'IAU e l'UNESCO), la prima osservazione del VLT (VLT First Light) "live", Astronomy On-line, e la copertura dell'impatto di S-L 9 con il pianeta Giove.
Il dipartimento ha anche creato famose campagne didattiche come il transito di Venere, "Science on Stage" e "Science in School".
Inoltre l'ePOD organizza anche delle mostre. L'ePOD ha raccolto tutte le sue risorse per la comunicazione in astronomia in un unico luogo per offrire ai divulgatori scientifici uno spettro di strumenti utili e d'informazione. Una vasta collezione di bellissime foto può essere consultata nell'ESO
Public Image Gallery. Infine una serie di prodotti sono scaricabili gratuitamente dal sito web o possono essere ordinati in una "forma fisica". L'ufficio stampa dell'IAU è anche ospite del dipartimento..
Cosmic Gems, similarmente al programma Heritage con Hubble è un programma a fine divulgativo di immagini ad alto impatto visivo che attinge ai contenuti di archivio ESO o ottenute sfruttando i tempi morti che si creano quando le condizioni atmosferiche non consentono osservazioni scientifiche di qualità.

### Il centro divulgativo multimedialeSupernova
Ad aprile 2018 è stato inaugurato il Supernova Planetarium & Visitor Centre. Il centro, situato presso la sede ESO a Garching, in Germania, offre ai visitatori un'esperienza immersiva di astronomia insieme a risultati scientifici, progetti e scoperte tecnologiche specifiche dell'ESO. L'ESO Supernova (così chiamato in quanto l'architettura rappresenta un sistema binario stretto in cui una stella trasferisce massa alla propria compagna), ospita anche un'esposizione astronomica interattiva in cui i visitatori possono esplorare ed esaminare manufatti astronomici e condurre esperimenti per farsi un'idea di cosa significhi essere un astronomo, lavorare nella scienza e scoprire i misteri dell'universo. La prima mostra permanente è The Living Universe, che copre l'ampio tema della vita nell'universo.

### Comunicati stampa e altri prodotti
I comunicati stampa di ESO descrivono importanti scoperte scientifiche, sviluppi tecnici e obiettivi raggiunti dall'organizzazione, insieme ai risultati ottenuti da scienziati che usano i telescopi di ESO. Tutti i comunicati sono disponibili online dal 1985. Esistono anche versioni per bambini e comunicati tradotti nelle varie lingue dei paesi membri di ESO.
Sul suo sito internet l'ESO pubblica anche annunci e foto della settimana. Gli annunci sono più corti dei comunicati (tipicamente sotto le 200 parole) e mettono in rilievo storie ed eventi interessanti
per la comunità. Ogni settimana ESO evidenzia una foto astronomica ricollegabile alle attività di ESO. Tutte le foto passate sono disponibili sul sito web.
ESOcast è una serie di video podcast dedicata alle ultime notizie e ricerche di ESO – Astronomia fatta dal pianeta Terra. In questi video l'ultimo confine dell'universo è esplorato insieme al dottore J, anche conosciuto come Dr Joe Liske, un astronomo tedesco di ESO. I suoi interessi scientifici si concentrano sulla cosmologia, in particolare l'evoluzione delle galassie e dei quasar.

### Galleria d'immagini
Queste immagini sono tra le prime 10 dell'ESO Top 100 Images.

La visione infrarossa di VISTA della Nebulosa di Orione
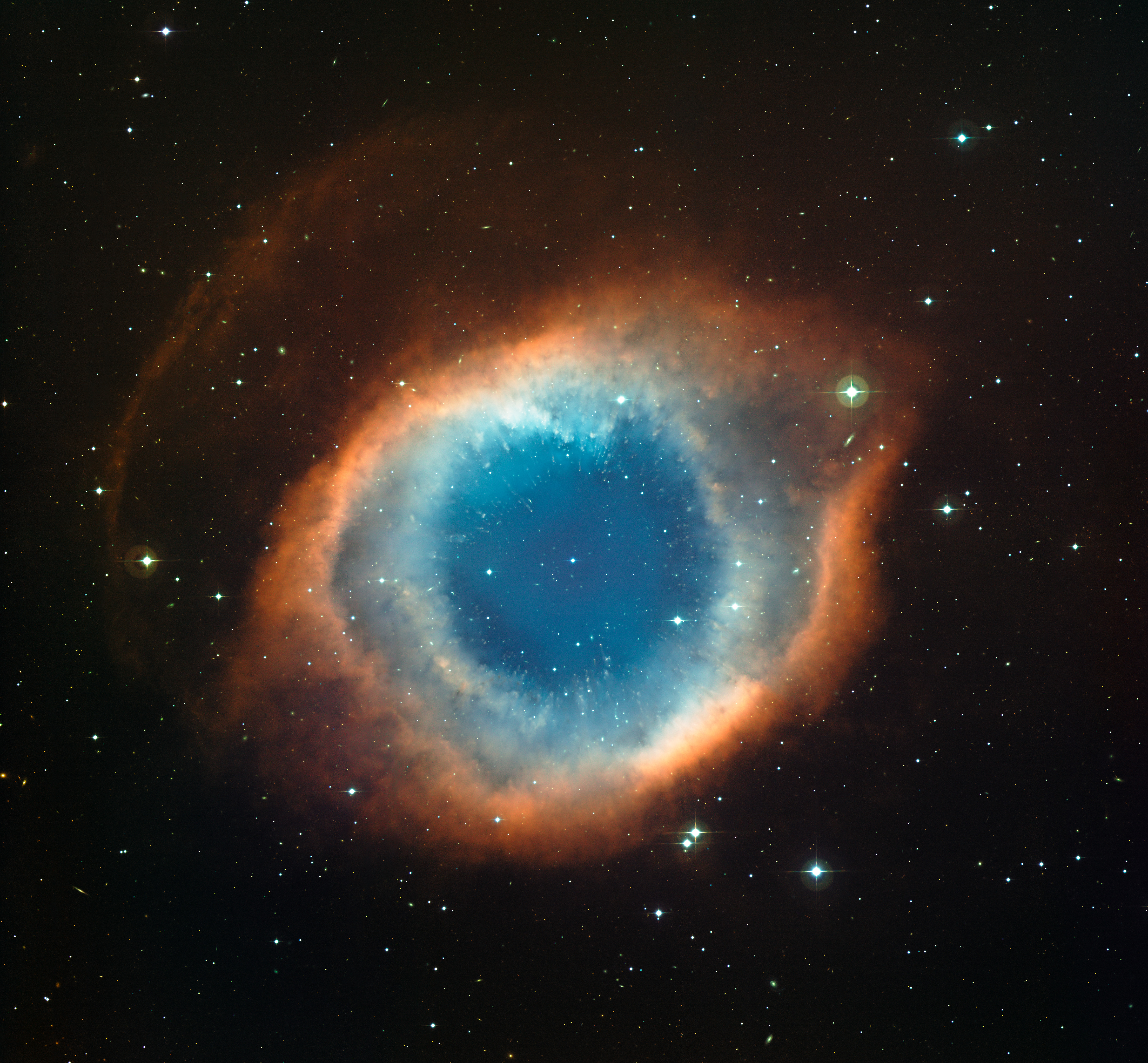
La Nebulosa dell'Elica
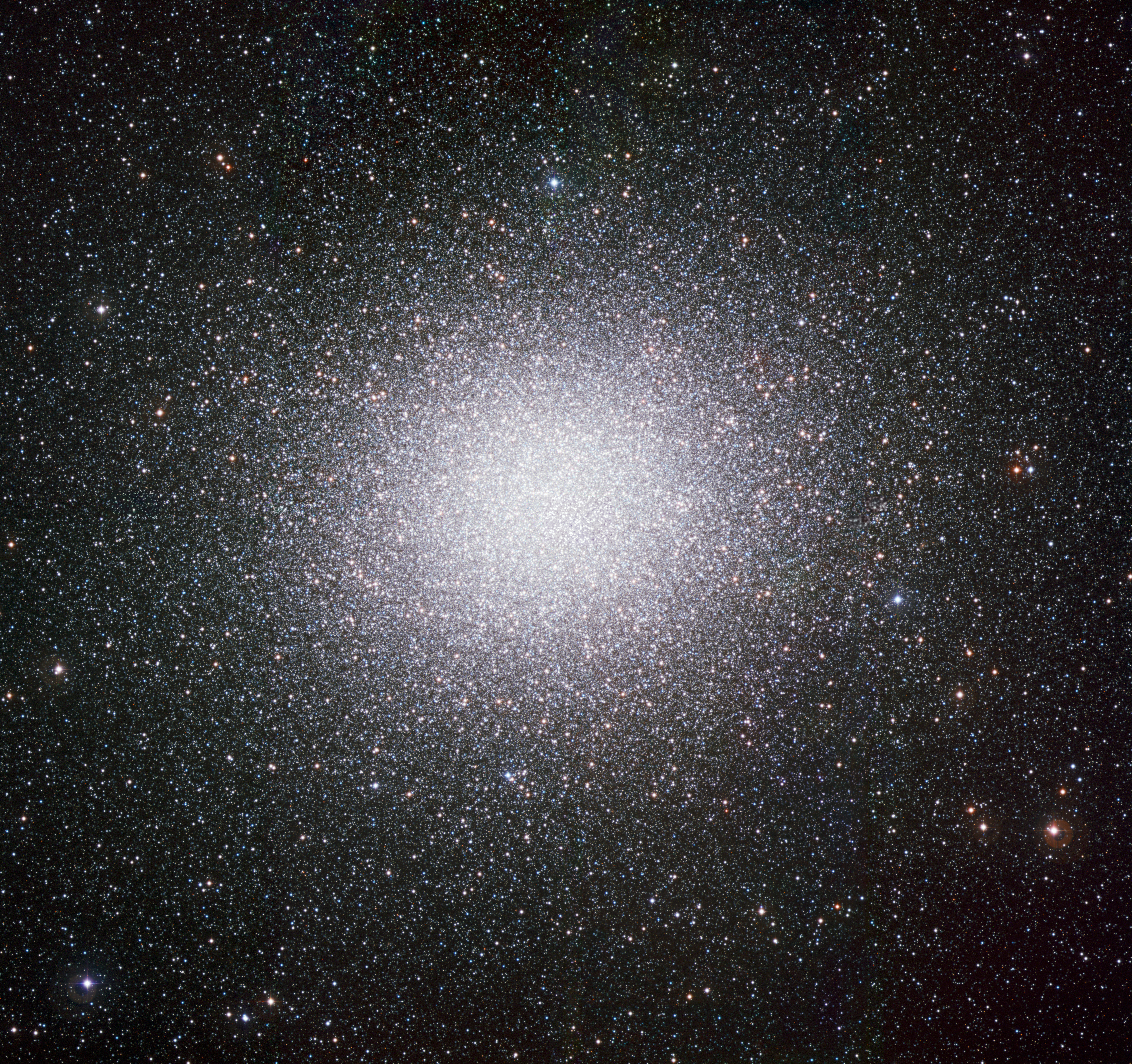
L'ammasso globulare Omega Centauri
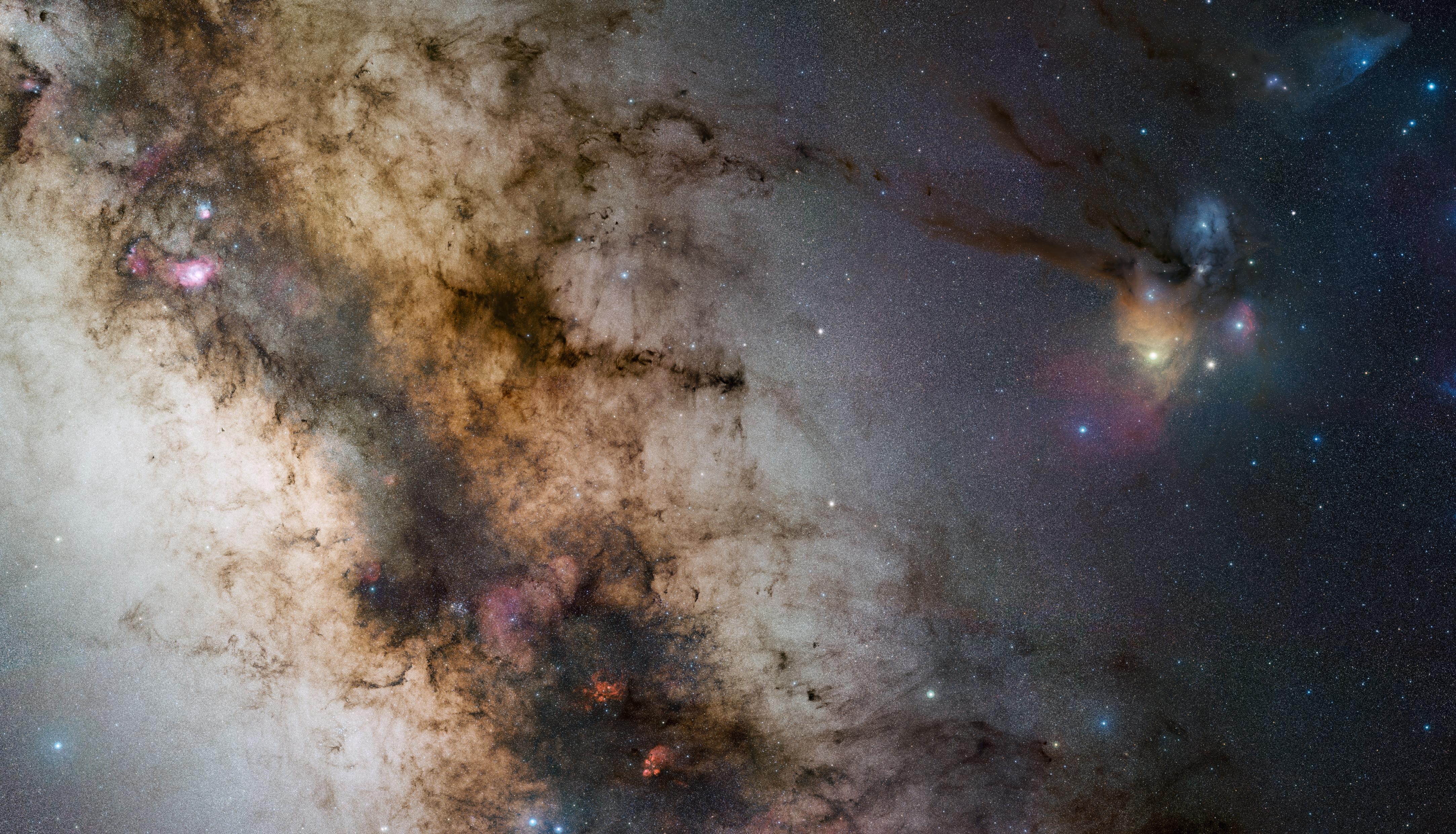
Una vista delle stelle dal Paranal. Immagine di 340 milioni di pixel
NGC 2264 e l'ammasso dell'albero di Natale
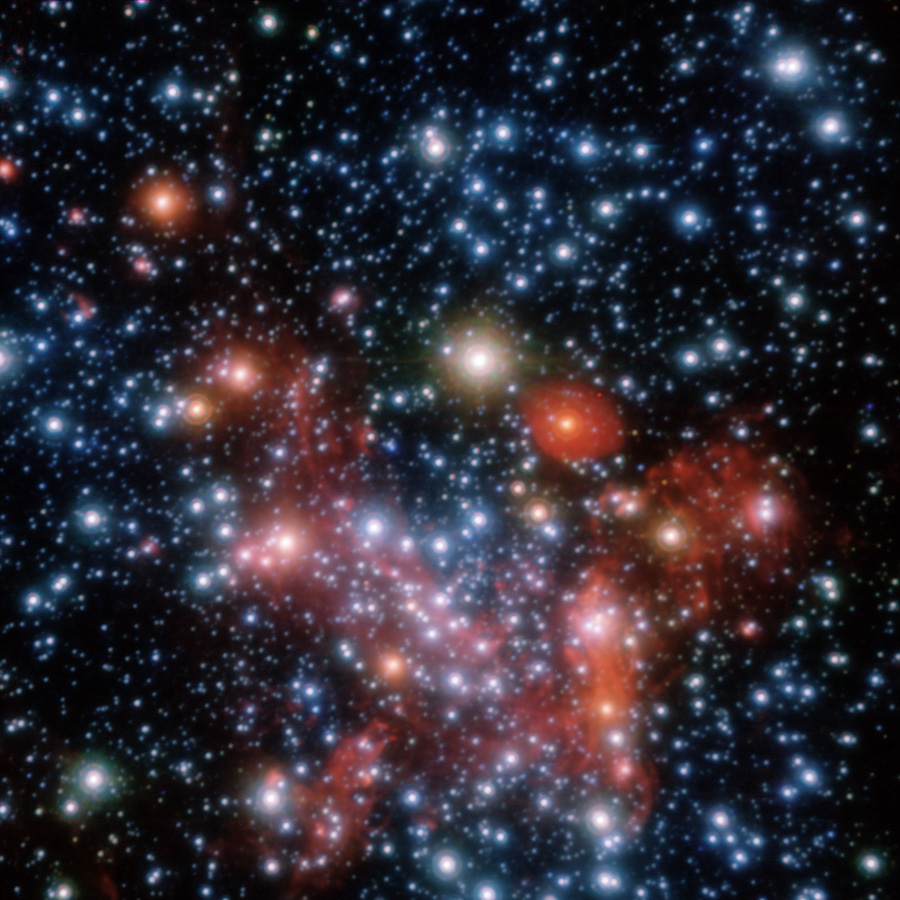
Il centro della Via Lattea
NGC 2467 e dintorni
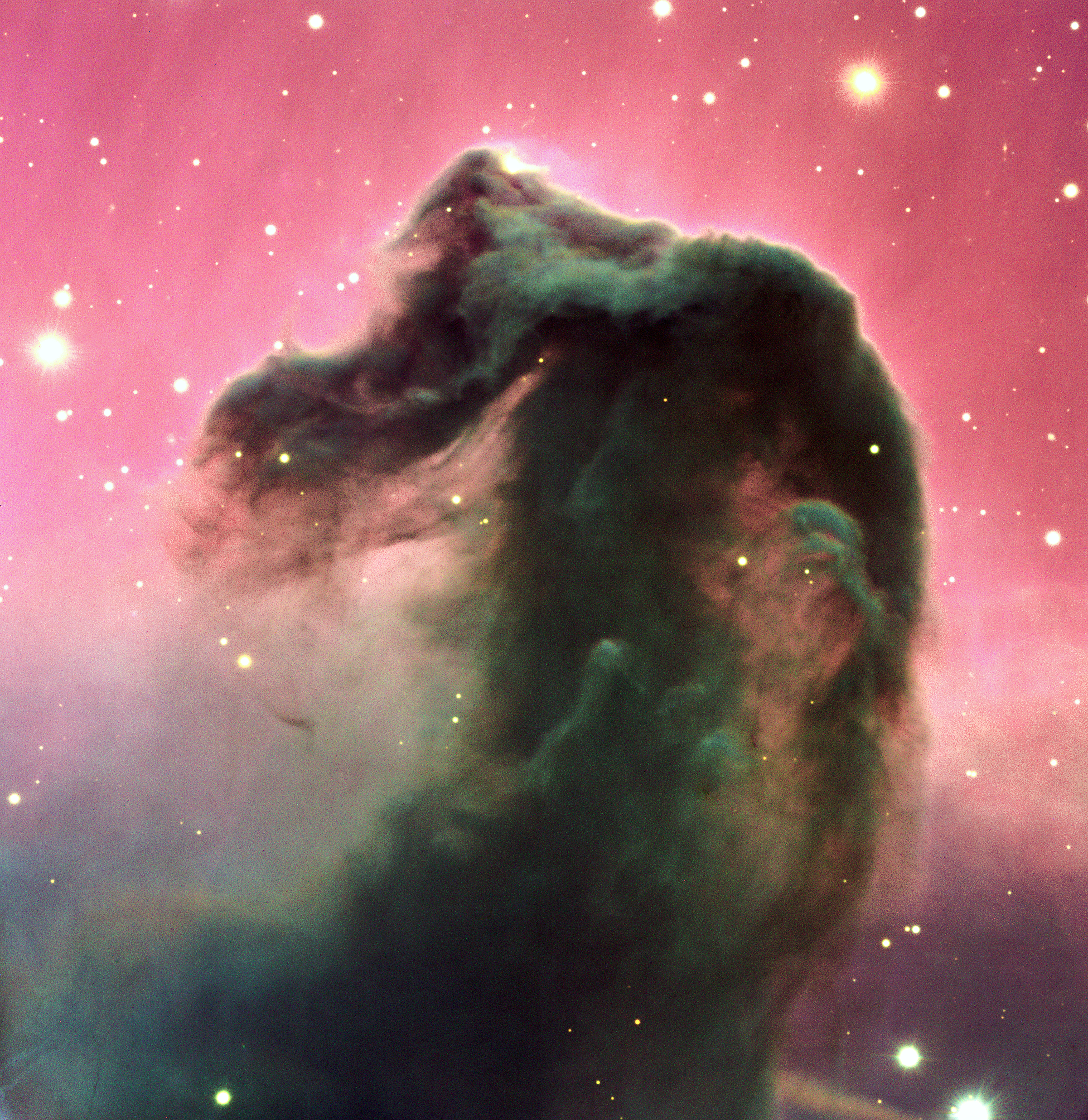
La Nebulosa della Testa di Cavallo
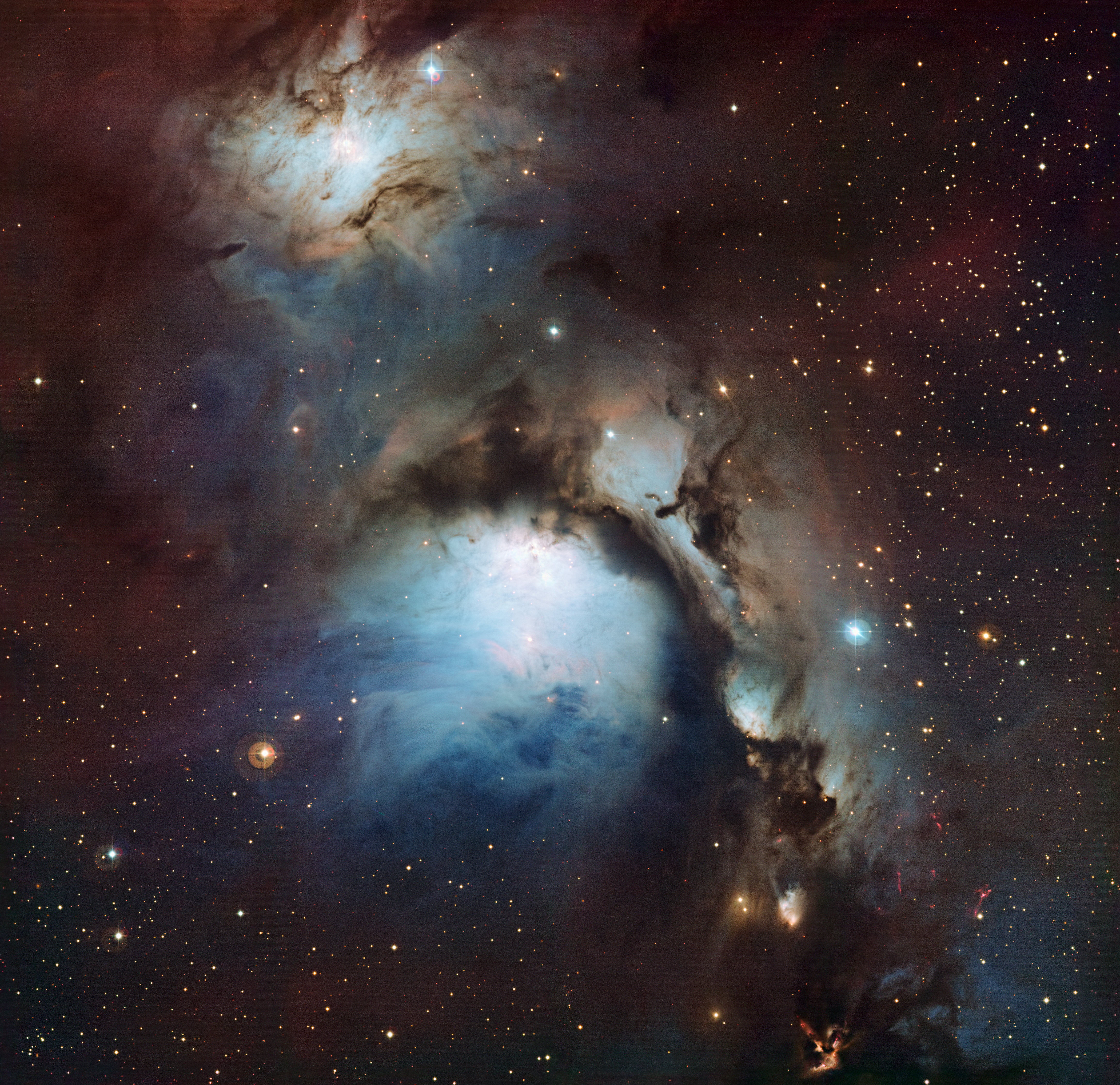
Messier 78
I fuochi nascosti della Nebulosa della Fiamma
Alba sul Paranal
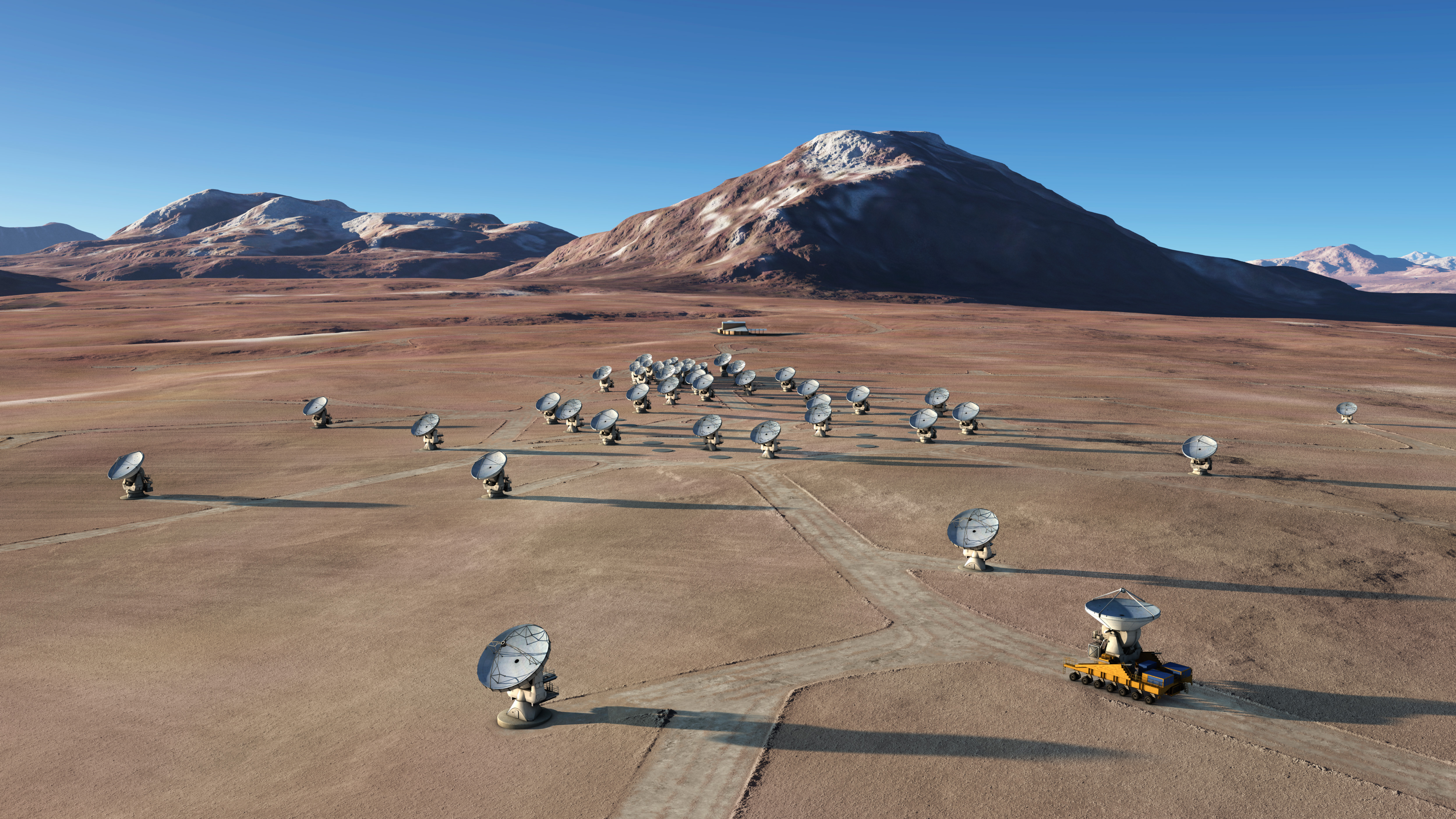
Rappresentazione artistica del futuro ALMA a Chajnantor
Raro panorama a 360 gradi del cielo australe
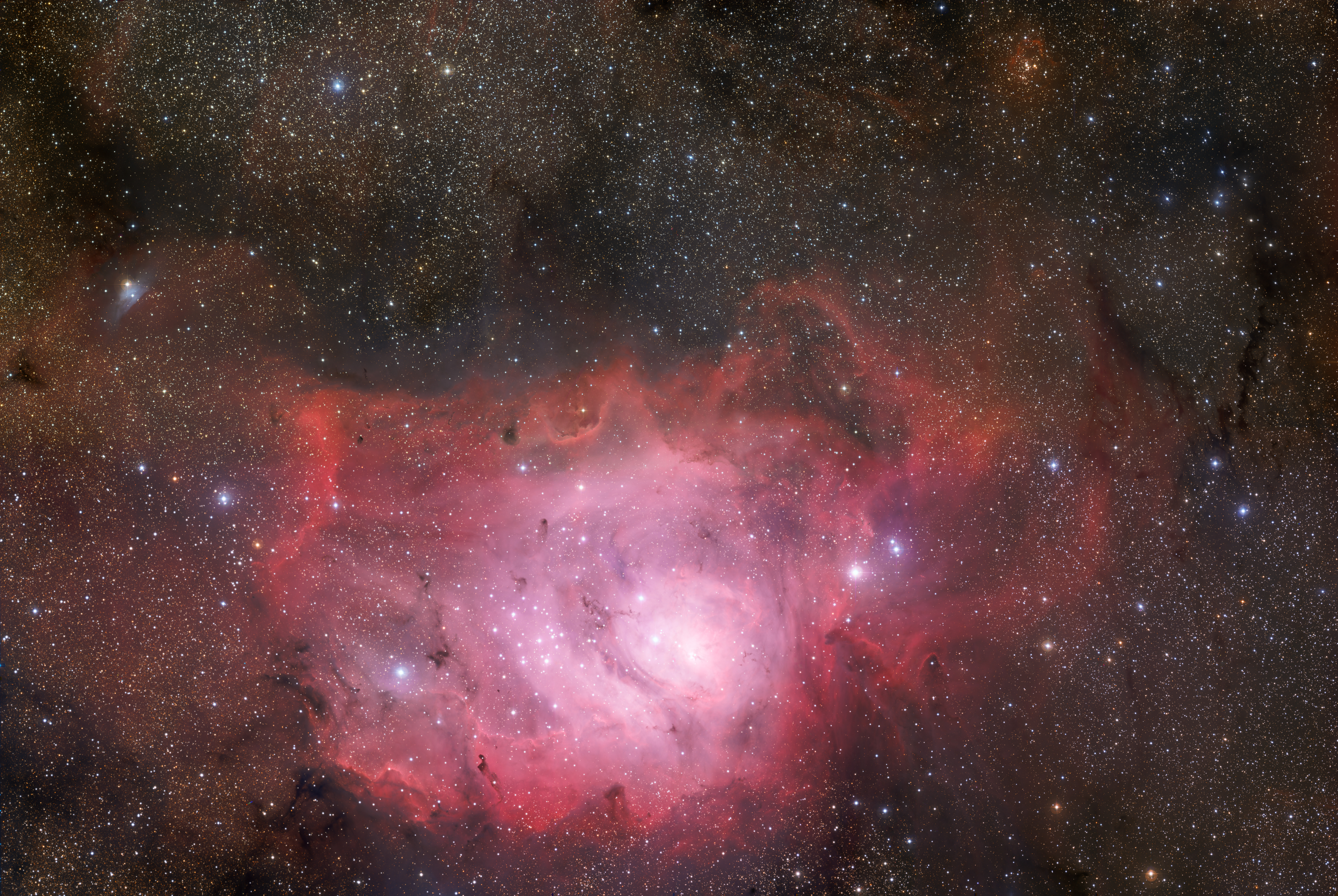
La Nebulosa della Laguna
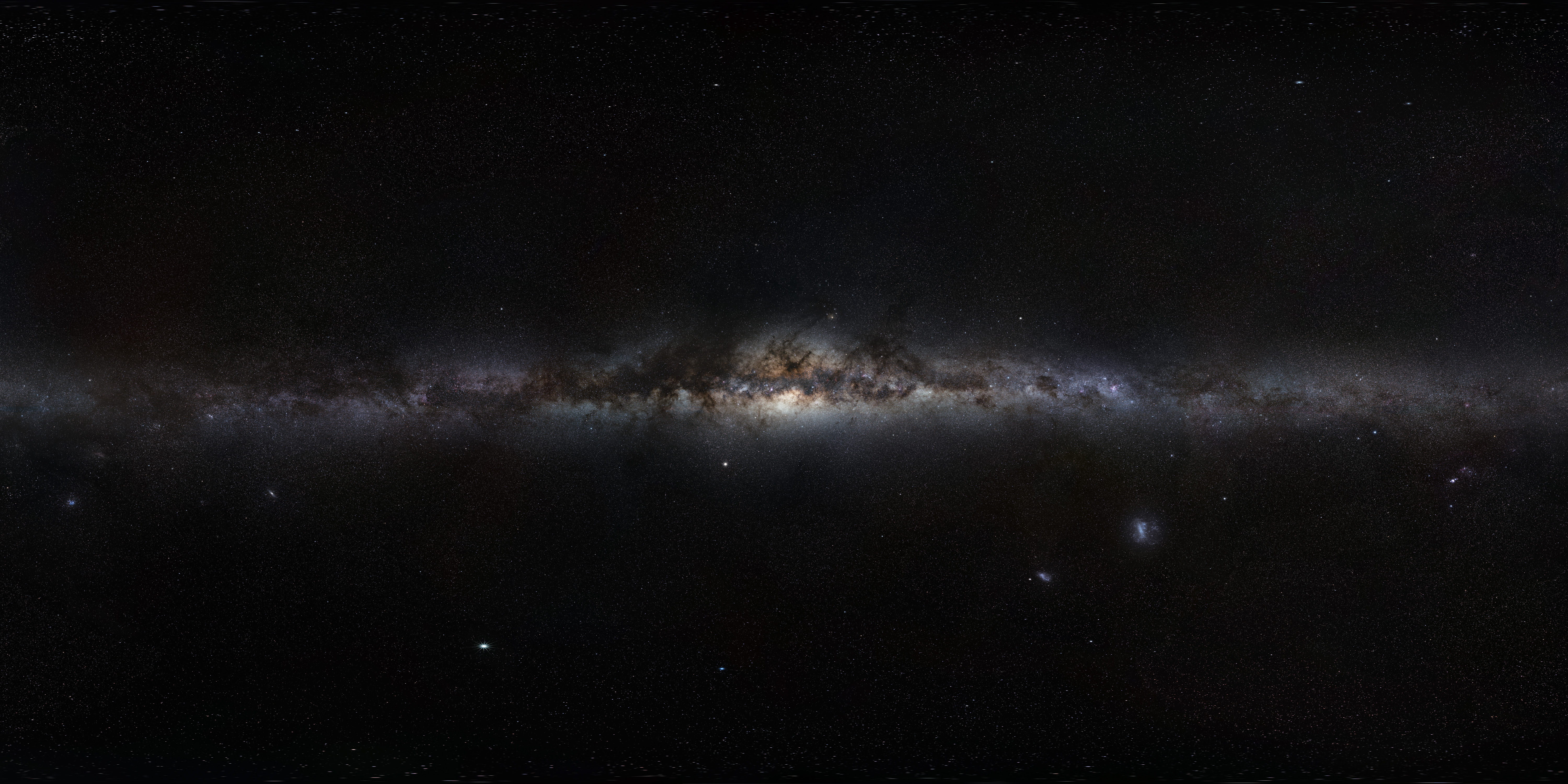
Un panorama della Via Lattea
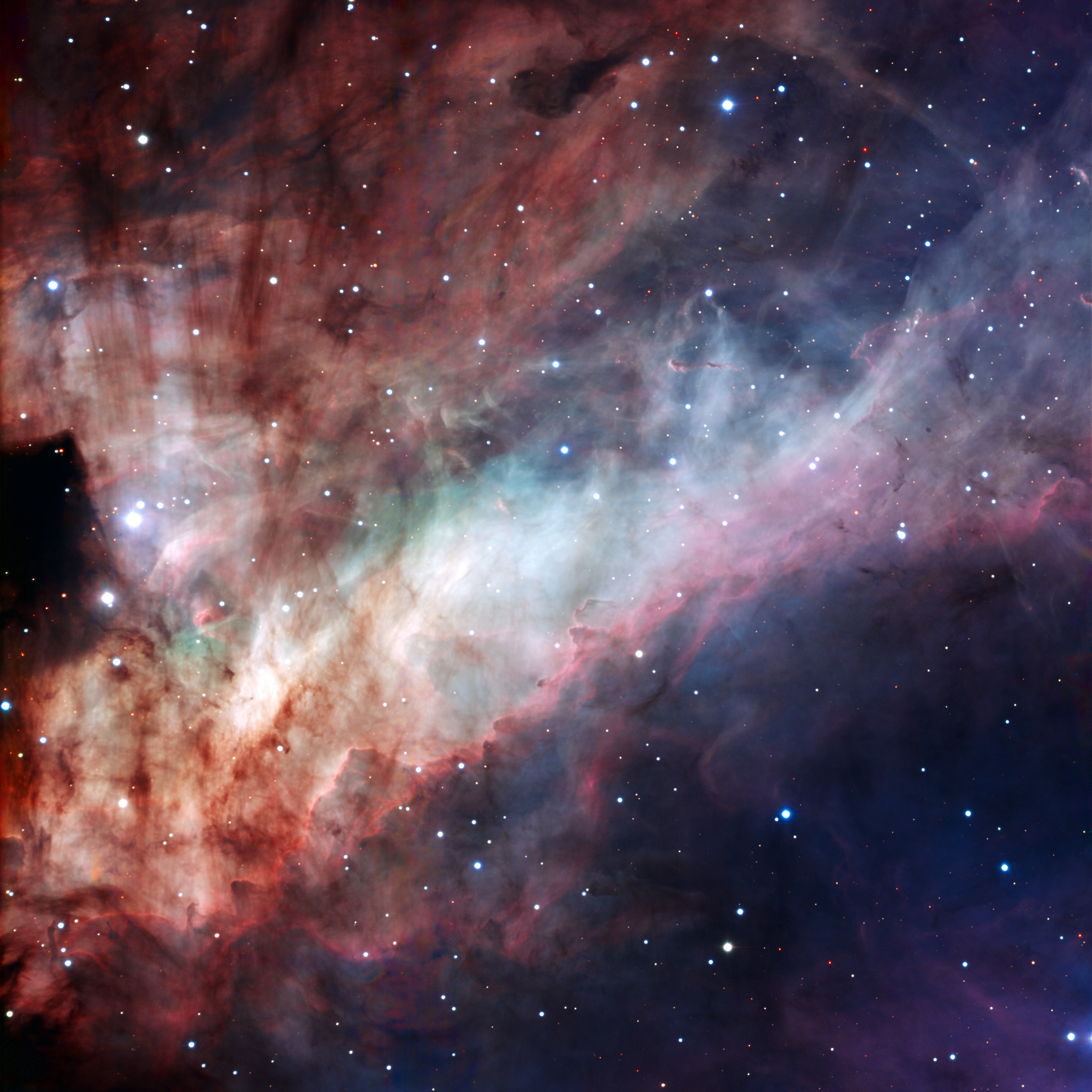
La Nebulosa Omega
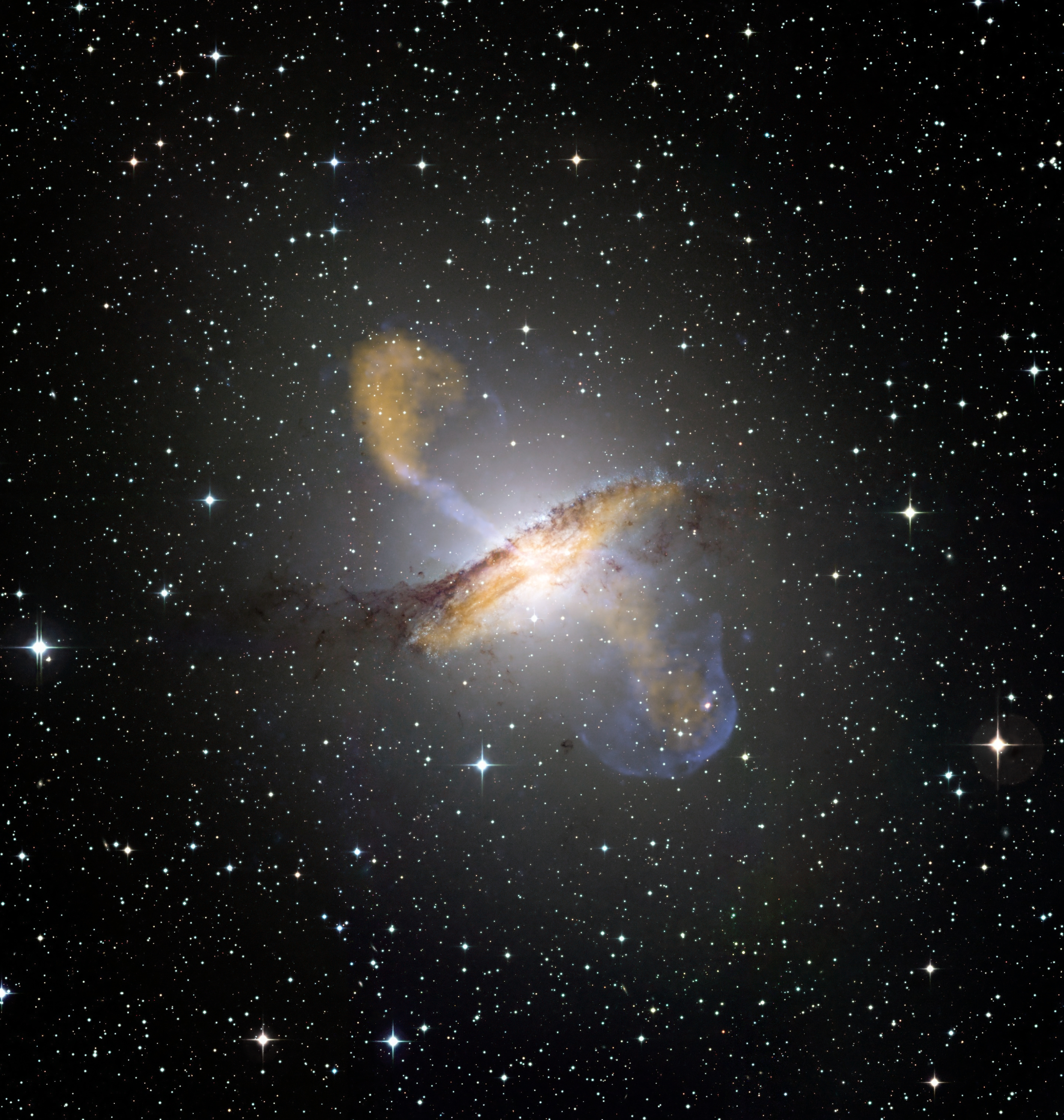
Centaurus A
Luminoso asilo nido stellare
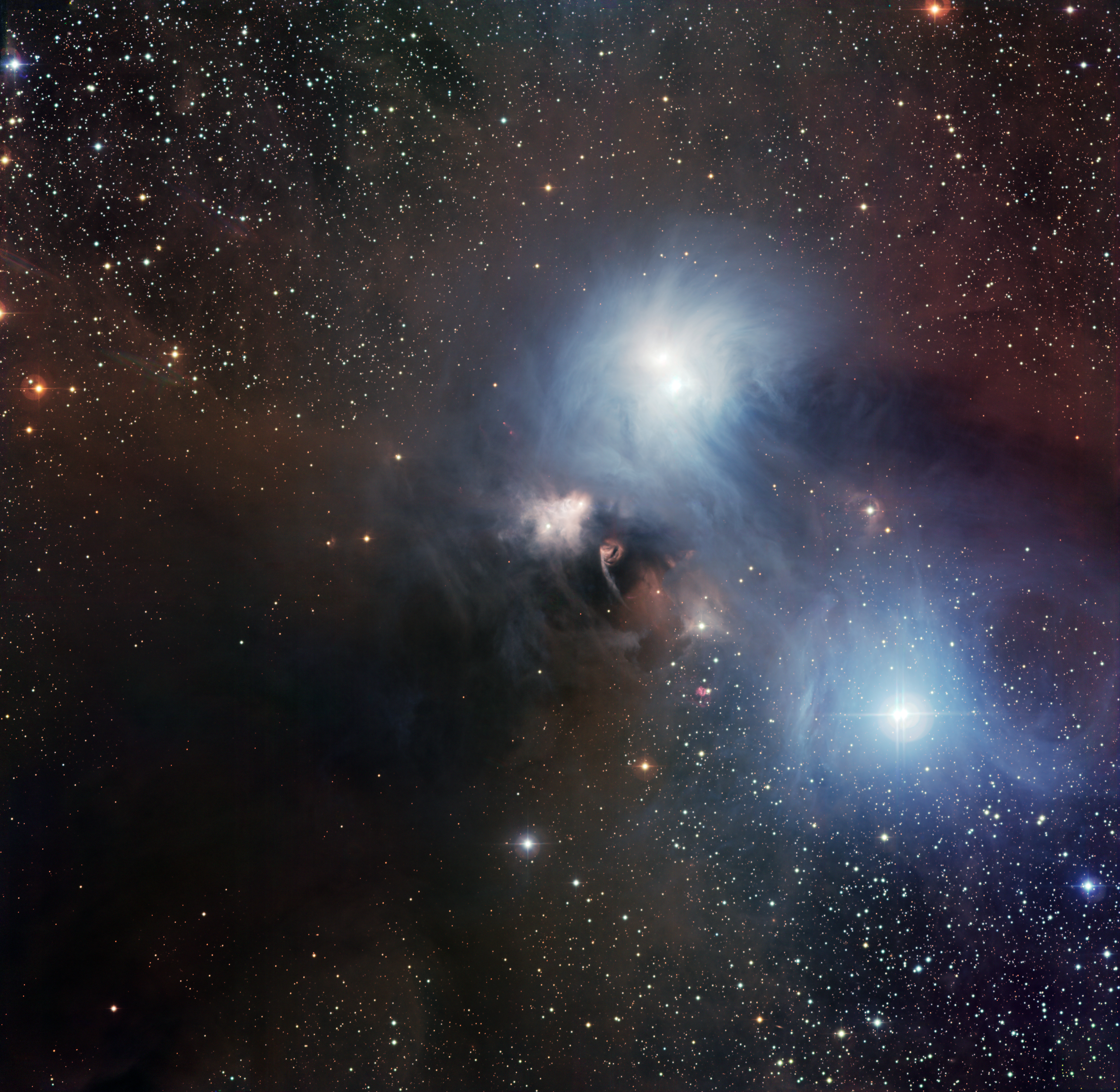
La regione di R Coronae Australis ripresa con il Wide Field Imager a La Silla